# Indonésie
Indonésie, plným názvem Indonéská republika, je stát v jihovýchodní Asii a Oceánii, mezi Indickým a Tichým oceánem. Nachází se na více než 17 000 ostrovech, včetně Sumatry, Jávy, Sulawesi a částí Bornea a Nové Guineje, a je největším souostrovním státem na světě. Indonésie má pozemní hranice s Papuou Novou Guinejí, Východním Timorem a Malajsií. Indonésie je převážně hornatá, rozsáhlé nížiny jsou na Sumatře, Borneu a Nové Guineji, je zde kolem 130 aktivních sopek. Panuje zde tropické rovníkové podnebí, střídá se období sucha a dešťů. Indonésie se skládá z 38 provincií, na ploše 1,9 milionu km² žije 285 milionů obyvatel. Je tak 14. největší zemí podle rozlohy, 4. nejlidnatější zemí světa a hostí největší muslimskou populaci. Hlavním a největším městem je Jakarta, mezi další velká města patří Surabaja, Bandung a Medan. V Indonésii žijí stovky etnických a jazykových skupin, nejpočetnější jsou Javánci, následují Sundánci a Malajci. Oficiálním jazykem indonéština, aktivních je přes 700 domorodých jazyků. Velká většina obyvatel se hlásí k islámu, 10 % ke křesťanství a 2 % k hinduismu. 
Indonéské souostroví bylo cenným obchodním regionem přinejmenším od 7. století, kdy se sumaterské království Šrívadžája a později jávské království Madžapahit zapojily do obchodu s entitami z pevninské Číny a indického subkontinentu. V průběhu staletí místní vládci asimilovali cizí vlivy, což vedlo k rozkvětu hinduistických a buddhistických království. Sunnitští obchodníci a súfijští učenci později přinesli islám a evropští kolonialisté spolu v době zámořských objevů bojovali o ovládnutí obchodu s kořením na Molukách..Po třech a půl stoletích holandského kolonialismu získala Indonésie po druhé světové válce nezávislost a od té doby čelí vedle demokratizace a rychlého hospodářského růstu i problémům, jako je separatismus, korupce a přírodní katastrofy.
Indonésie je unitární prezidentská republika s prezidentem jako hlavou státu, zákonodárným orgánem je dvoukomorové Lidové konzultativní shromáždění. Indonéská ekonomika, která je nově industrializovanou zemí, se řadí na 16. místo na světě podle nominálního HDP a na 7. místo podle parity kupní síly, i tak je chudoba velmi rozšířená, navzdory poklesu za poslední desítky let. V indexu lidského rozvoje zaujímá 113. místo. Indonésie je největším producentem palmového oleje a kokosu na světě. Nacházejí se zde rozsáhlé oblasti divoké přírody, kde je jedna z nejvyšších úrovní biologické rozmanitosti na světě. Jako třetí nejlidnatější demokracie na světě a střední mocnost v globálních záležitostech je země členem několika mnohostranných organizací, včetně OSN, Světové obchodní organizace, G20, BRICS a zakládajícím členem Hnutí nezúčastněných zemí, Sdružení národů jihovýchodní Asie, summitu východní Asie, Asijsko-pacifického hospodářského společenství a Organizace islámské spolupráce.

## Etymologie
Název Indonésie je odvozen od latinského slova Indus znamenajícího „Indie“ a řeckého slova nesos znamenajícího „ostrov“. Jméno bylo poprvé použito v 18. století, dlouho před vznikem nezávislé Indonésie. V roce 1850 navrhl anglický etnolog George Earl označení Indunésané (Indunesians) a Malajunésané (Malayunesians) pro obyvatelstvo „Indického resp. Malajského souostroví“. V téže publikaci Earlův student James Richardson Logan použil termín Indonésie jako synonymum pro Indické souostroví. Nizozemští akademici věnující se jihovýchodní Asii však termín nepřejali. Namísto něj označovali oblast jako Malajské souostroví (Maleische Archipel), Nizozemskou východní Indii (Nederlandsch Oost Indië), lidově též Indië, Východ (de Oost) a Insulinde.
Od roku 1900 se termín Indonésie stal standardem v akademickém prostředí mimo Nizozemsko a indonéské nacionalistické skupiny jej přejaly pro účely své politické prezentace. Adolf Bastian z Berlínské university zpopularizoval označení svou knihou Indonesien oder die Inseln des Malayischen Archipels, 1884–1894. Prvním akademikem, který termín Indonésie použil, byl Suwardi Suryaningrat (Ki Hajar Dewantara) když v roce 1913 otevřel tiskovou agenturu pojmenovanou Indonesisch Pers-bureau.

## Dějiny

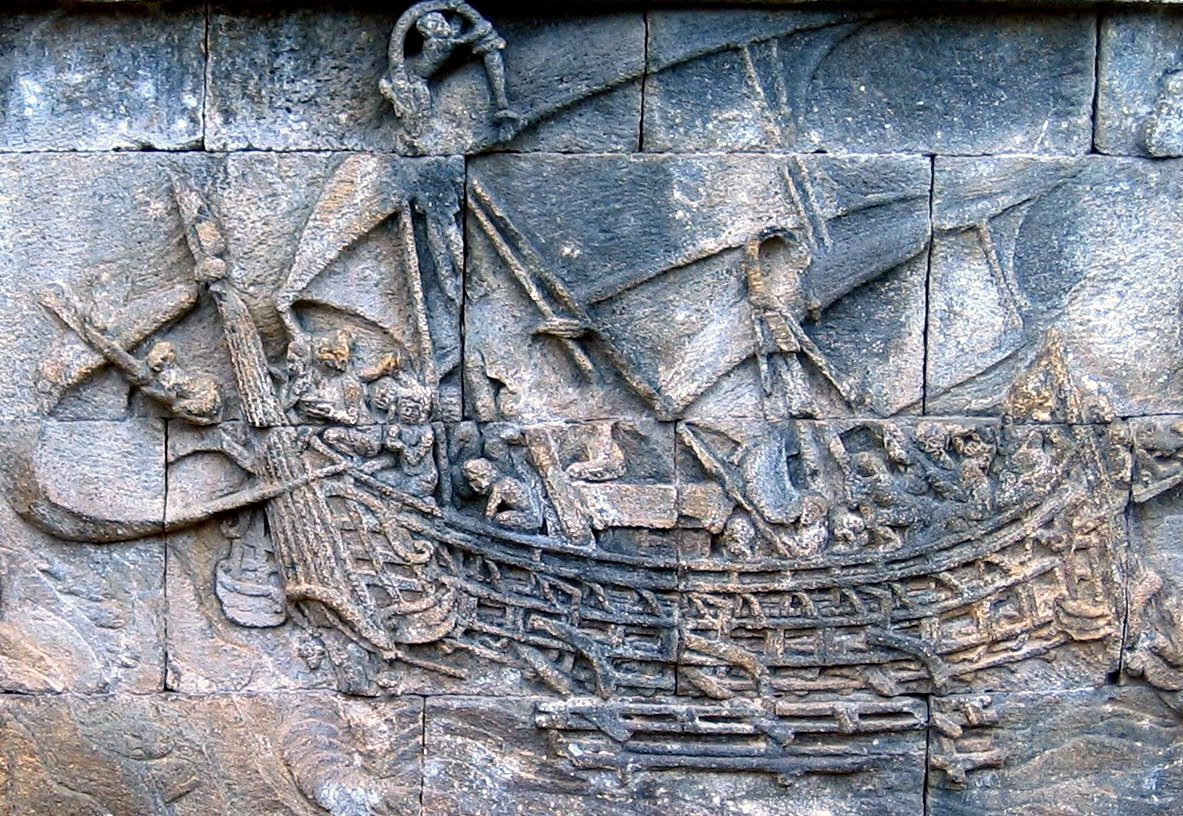
Loď vytesaná v Borobuduru, cca 800 n. l.

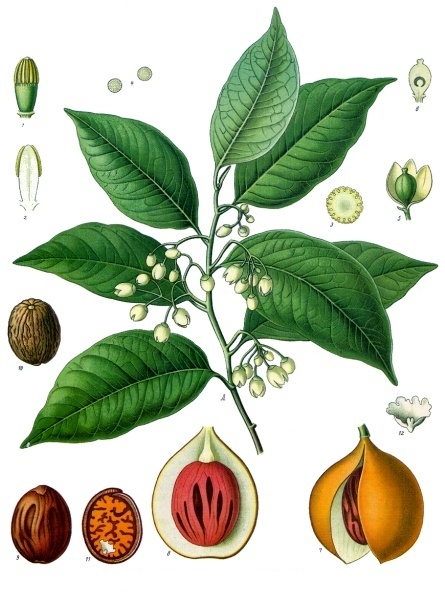
Muškátový oříšek, dříve jedna z nejcennějších indonéských komodit

Fosilní pozůstatky Homo erectus, někdy nazývaného Člověk jávský naznačují, že Indonéské souostroví bylo obydleno před 2 miliony až půl milionem let. Moderní člověk migroval z Afriky do jihovýchodní Asie před více než 60 tisíci lety. Před jedním milionem let až 50 000 lety obýval ostrov Flores samostatný lidský druh Homo floresiensis.
Austronésané, kteří v současnosti tvoří většinu populace, migrovali do jihovýchodní Asie z Tchaj-wanu. Do Indonésie dorazili okolo roku 2000 př. n. l. a s rozšiřováním po souostroví začali vytěsňovat domorodé australoidní obyvatelstvo do oblastí na východě. Díky ideálním podmínkám pro zemědělství a zvládnutí pěstování rýže okolo roku 800 př. n. l. se mohly rozvíjet vesnice a města, které nakonec daly základ prvním královstvím existujícím asi od roku 100 n. l. Díky strategickému umístění Indonésie rostl jak obchod mezi ostrovy, tak i mezinárodní obchod. Obchodní spojení s Indií a Čínou bylo navázáno několik století př. n. l. Od té doby hrál obchod v indonéské historii zásadní roli.
Od sedmého století n. l. existovalo a prosperovalo mocné království Šrívidžaja, které bylo ovlivněno buddhismem a hinduismem, které do něj byly přineseny díky intenzivním obchodním vztahům s okolím. Mezi osmým a desátým stoletím na Jávě prosperovaly a následně upadly dvě mocné zemědělské dynastie, buddhistická Sailendra a hinduistická Mataram. Obě vybudovaly okázalé náboženské památky, Sailendra vybudovala Borobudur a Mataram za sebou zanechala Prambanan. Ve 13. století vzniklo na východě Jávy hinduistické království Madžapahit a za vlády panovníka Gajaha Mady se jeho vliv rozšířil do většiny Indonésie. Toto období je někdy označováno za „zlatou éru“ indonéských dějin.
Ačkoliv muslimští obchodníci poprvé navštívili jihovýchodní Asii v období raného islámu, první doklady o islamizaci obyvatelstva sahají teprve do 13. století na sever Sumatry. Další indonéské oblasti začaly postupně přebírat islám, který se do konce 16. století stal dominantním náboženstvím na Jávě a Sumatře. Ve většině případů se islám smísil s existující kulturou, čímž vznikla dominantní forma indonéského islámu.

### Koloniální doba
První Evropané přistáli v Indonésii v roce 1512, kdy se portugalští obchodníci, které vedl Francisco Serrão, pokusili ovládnout zdroje muškátového oříšku, hřebíčku a kubéby na Molukách. Angličtí a holandští obchodníci jej brzy následovali. V roce 1602 vznikla Holandská Východoindická společnost a stala se dominantní evropskou silou. Zanikla po bankrotu v roce 1800 a nizozemská vláda prohlásila Nizozemskou východní Indii za svou kolonii.
Po většinu koloniálního období byla nizozemská kontrola souostroví mimo pobřežní pevnosti minimální. Až na začátku 20. století se nizozemský vliv rozšířil po celém území dnešní Indonésie. Muslimy ze sultanátu Aceh se podařilo podrobit až v roce 1903 po dlouhé svaté válce, kterou vedli proti Nizozemcům.

### Moderní doba

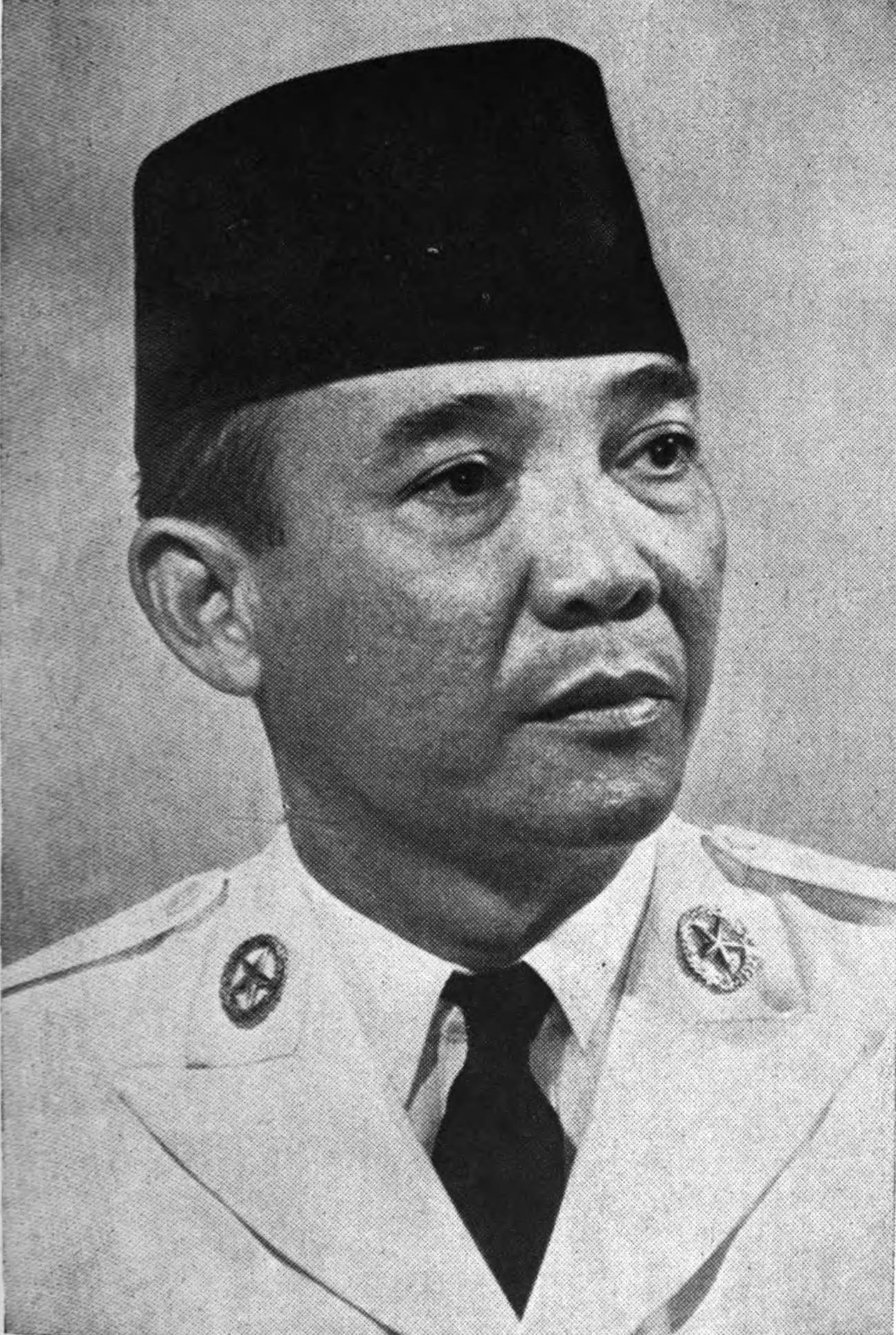
Sukarno, první indonéský prezident

Nizozemskou vládu ukončila druhá světová válka a japonská invaze a následná okupace Nizozemské východní Indie, které podnítily k aktivitě dříve potlačované hnutí za nezávislost. Dva dny po japonské kapitulaci v srpnu 1945 vyhlásil Sukarno, vlivný nacionalistický lídr, nezávislost Indonésie a byl jmenován jejím prezidentem. Nizozemsko se pokusilo opětovně získat kontrolu nad Indonésií a ozbrojený a diplomatický boj skončil v prosinci 1949, kdy Nizozemsko pod mezinárodním tlakem uznalo indonéskou nezávislost.
Sukarno posunul zemi od demokracie k autoritářské vládě a udržoval se u moci balancováním mezi opozicí tvořenou armádními složkami a Komunistickou stranou Indonésie. V roce 1958 proběhl neúspěšný pokus o svržení Sukarna, který podporovala americká CIA. USA byly proti jeho příklonu ke komunistickému bloku. Další pokus o puč, se odehrál 30. září 1965. Ten byl potlačen armádou a připsán komunistům. Armáda poté rozpoutala násilnou protikomunistickou kampaň. Jejím projevem byla událost, která je označována jako Indonéský masakr. Ten si (během pouhých několika měsíců přelomu let 1965–1966) vyžádal mezi 500 tisíci až milionem obětí, a je tak jedním z největších vyvražďování 20. století. Jeho důsledkem bylo rozprášení komunistické strany. Velitel armády, generál Suharto, vytlačil politicky oslabeného Sukarna a v březnu 1968 byl jmenován prezidentem. Jeho vláda „Nového řádu“ byla podporována Spojenými státy a otevřela Indonésii zahraničním investicím, které byly hlavním důvodem tří desetiletí nepřetržitého ekonomického růstu. Autoritářská vláda „Nového řádu“ byla ovšem obviňována z korupce a potlačování opozice.
V letech 1997 a 1998 byla země zasažena Asijskou finanční krizí, která vedla k propadu popularity vlády a masivním protestům. Suharto 21. května 1998 rezignoval. V roce 1999 se od Indonésie po pětadvacet let dlouhé okupaci spojené s represí místního obyvatelstva, která byla mezinárodním společenstvím odsuzována jako brutální, odtrhl Východní Timor, který byl nelegálně anektován v roce 1975. Demokratizační proces po Suhartově rezignaci obsahoval například program vedoucí k větší autonomii regionů. V roce 2004 se konaly první přímé prezidentské volby. Politická a ekonomická nestabilita, sociální napětí, korupce a terorismus však demokratizaci zpomalují. Ačkoliv jsou vztahy mezi různými náboženskými a etnickými skupinami většinou dobré, v některých oblastech zůstává násilí významným problémem. Politická dohoda o ukončení konfliktu na Acehu byla dosažena roku 2005.

## Státní symboly

### Vlajka
Indonéská vlajka je tvořena listem o poměru stran 2:3 se dvěma vodorovnými pruhy, červeným a bílým.

### Znak
Indonéský státní znak je tvořen zlatým garudou, který drží bílou stuhu s černým nápisem Bhinneka Tunggal Ika (česky Jednota v rozmanitosti) a se štítem na hrudi. Štít se skládá z pěti znaků představujících Pancasilu, pět zásad národní indonéské filosofie.

### Hymna
Indonéská hymna je píseň Indonesia Raya (česky Velká Indonésie). Hudbu složil v roce 1928 Wage Rudolf Supratman.

## Geografie

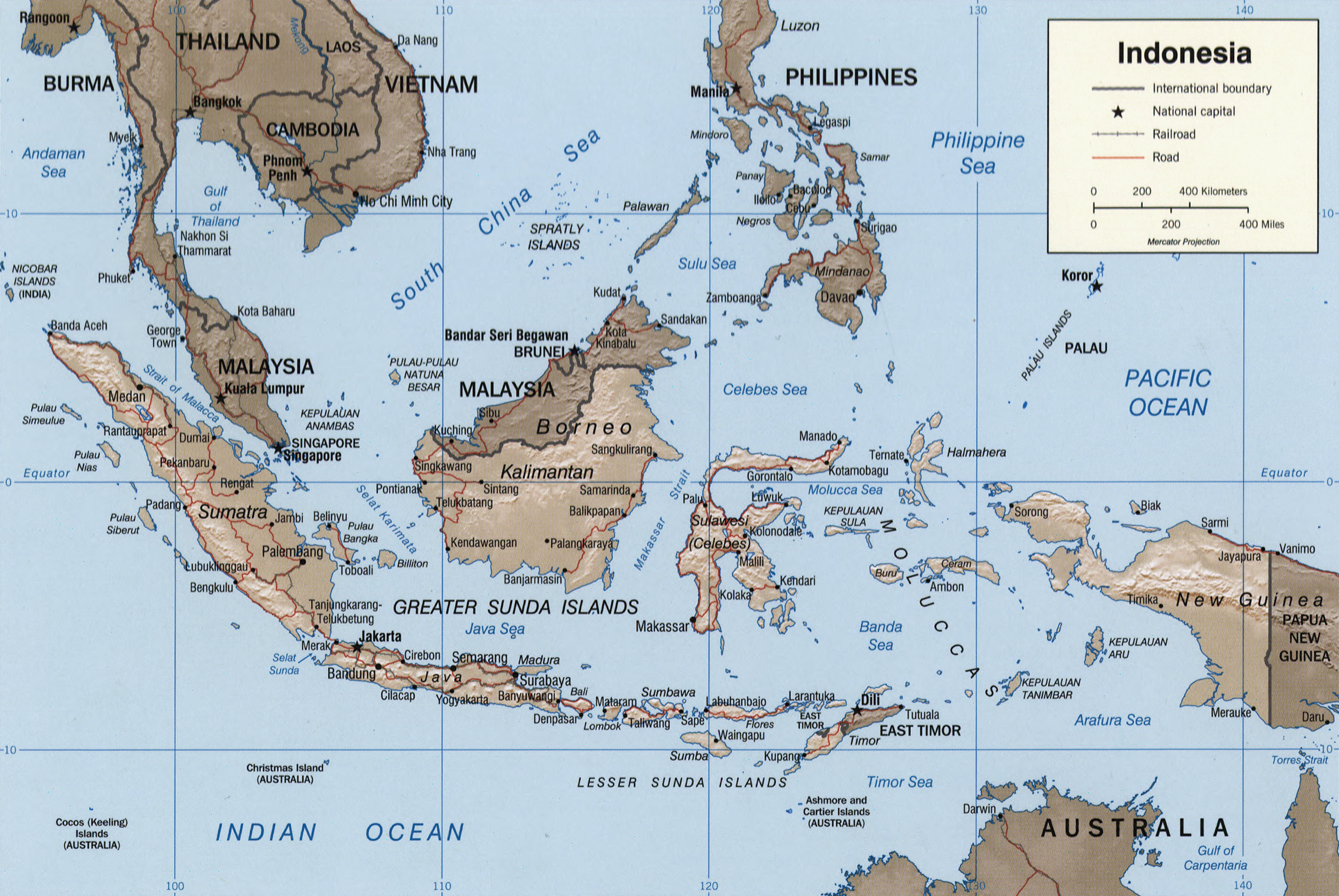
Mapa Indonésie

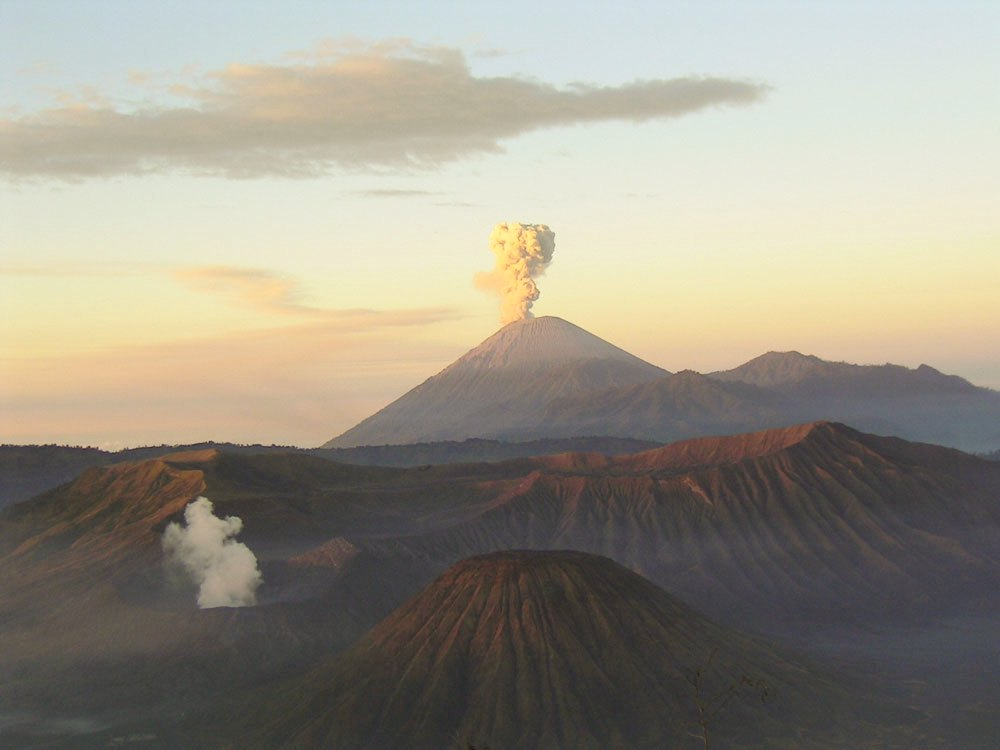
Sopky Mount Semeru a Mount Bromo

Indonésii tvoří 17 508 ostrovů, z nichž je asi 6000 obydlených. Ostrovy se rozkládají na obou stranách rovníku. Největšími jsou Jáva, Sumatra, Kalimantan (indonéská část Bornea), Nová Guinea (sdílená s Papuou Novou Guineou) a Sulawesi. Na pevnině sousedí Indonésie s Malajsií na ostrovech Borneo a Sebatik; s Papuou Novou Guineou na ostrově Nová Guinea a s Východním Timorem na ostrově Timor. Na severu sousedí přes mořské úžiny též s Filipínami a Singapurem a na jihu s Austrálií. Hlavní město Jakarta se nachází na Jávě a je největším městem Indonésie. Dalšími velkými městy Indonésie jsou Surabaja, Bandung, Medan a Semarang. V roce 2019 představil prezident země záměr o přestěhování hlavního města z ostrova Jáva na ostrov Borneo do provincie Východní Kalimantan, dle detailních studií, jež byly vypracovány. Zde bylo postaveno nové město Nusantara.
S rozlohou 1 919 440 km2 je Indonésie patnáctou největší zemí světa. Průměrná hustota zalidnění je 134 osob na km2, což řadí Indonésii na 79. místo na světě, ale na Jávě, nejlidnatějším ostrově světa, dosahuje hustota zalidnění 940 osob na km2. Nejvyšší horou země je s výškou 4884 m Puncak Jaya na ostrově Nová Guinea. Jezero Toba je díky rozloze 1145 km2 největším indonéským jezerem. Největší řeky, například Mahakam a Barito, se nacházejí na ostrově Kalimantan a slouží jako významné dopravní cesty spojující sídla na svých březích.
Jelikož se Indonésie nachází na okrajích Pacifické, Eurasijské a Australské tektonické desky, vzniklo na jejím území mnoho sopek, z nichž je přibližně 130 aktivních, a dochází zde k častým zemětřesením. Výbuchy sopek Tambora a Krakatoa v 19. století jsou známy pro svou devastující sílu. Exploze supervulkánu Toba před asi 70 tisíci lety byla jednou z největších známých sopečných erupcí a katastrofou s globálními dopady. Mezi poslední významné přírodní katastrofy patří zemětřesení a následné tsunami v roce 2004, které si vyžádalo přes 230 tisíc obětí (z toho téměř 168 tisíc v samotné Indonésii) a zemětřesení u města Yogyakarta v roce 2006. Sopečný popel má na druhou stranou pozitivní vliv na úrodnost půdy a umožňuje nadprůměrně vysoké zalidnění.
Díky poloze na rovníku se v Indonésii projevuje tropické klima s obdobími sucha a monzunů. Průměrné roční srážky dosahují v nížinách 1780 – 3175 mm a až 6100 mm v horských oblastech. Nejvíce srážek je zaznamenáváno v horských oblastech na západním pobřeží Sumatry, na západě Jávy, na Kalimantanu, Sulawesi a Nové Guiney. Průměrná vlhkost vzduchu se pohybuje okolo 80 %. V průběhu roku se teploty mění jen mírně, například v Jakartě se pohybují mezi 26 až 30 °C.

### Životní prostředí
Díky velikosti, tropickému klimatu a souostrovnímu charakteru dosahuje indonéská příroda druhé nejvyšší míry biodiverzity na světě (po Brazílii). Indonéská flora je směsicí asijských a australských druhů. Ostrovy Sundského šelfu (Sumatra, Jáva, Borneo a Bali), dříve propojené s asijskou pevninou, jsou charakteristické bohatou asijskou faunou. Indonésie je domovem mnoha druhů velkých zvířat, jako jsou tygři, nosorožci, orangutani, sloni a levharti, ale počty přežívajících zástupců drasticky klesly a některé druhy jsou nyní kriticky ohroženy. Přibližně 60 % území zaujímají lesy. Na Sumatře a Kalimantanu v nich převládají asijské druhy. Lesy na menší a hustěji osídlené Jávě byly z větší části odstraněny kvůli rozvoji zemědělství a lidského osídlení. Sulawesi, Malé Sundy a Moluky, které byly dlouhodobě odděleny od kontinentu, si vytvořily vlastní unikátní směsici fauny a flory. Nová Guinea, která byla součástí australské pevniny, je domovem unikátní fauny a flory připomínající tu australskou, jejíž součástí je více než 600 druhů ptáků.

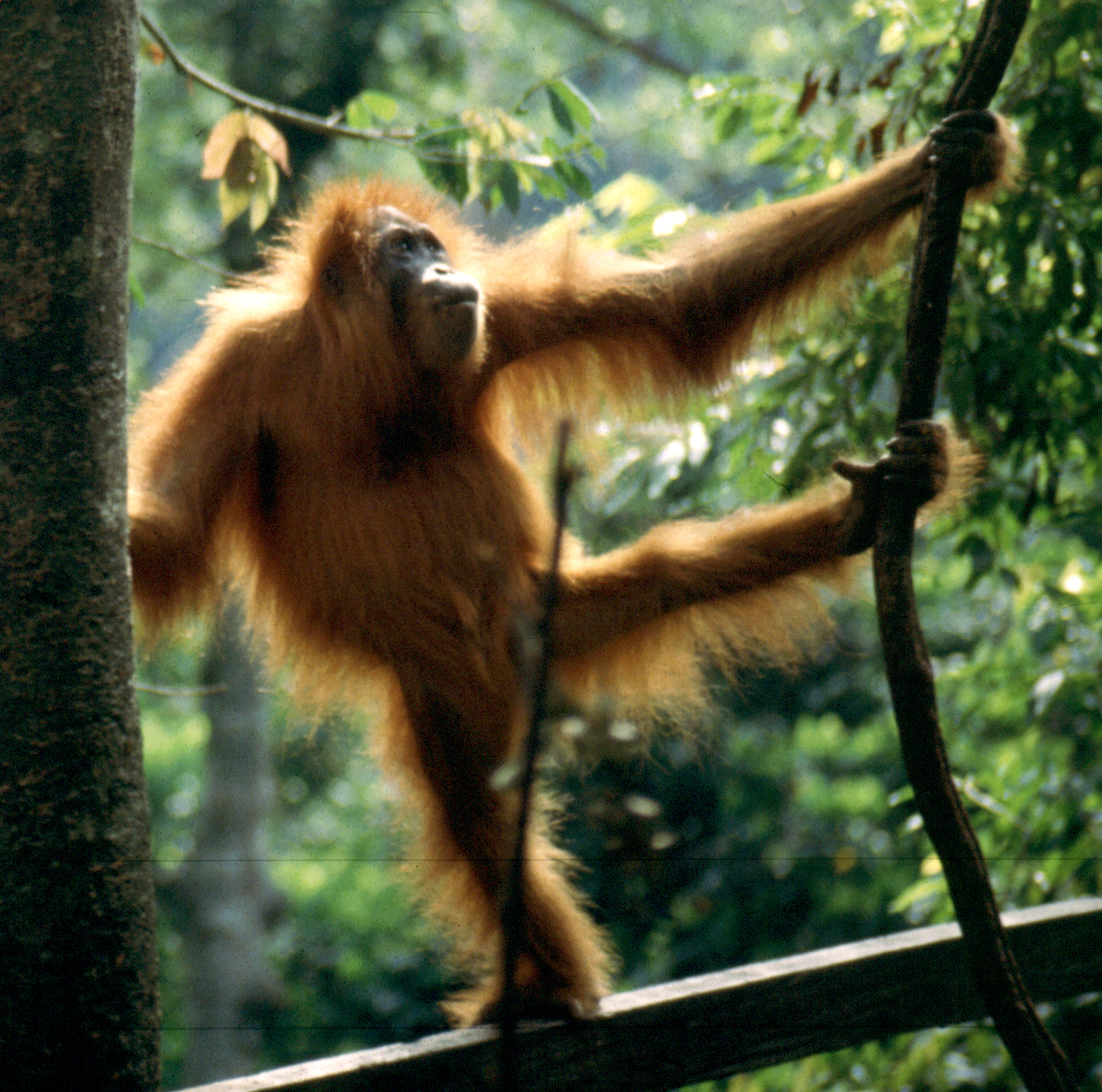
Kriticky ohrožený orangutan sumaterský

Wallaceova linie

Pouze druhy žijící v Austrálii dosahují větší míry endemity než indonéské. Za endemity lze označit 26 % z 1531 druhů indonéských ptáků a 39 % z 515 druhů savců. Indonéské pobřeží dlouhé 80 tisíc km je obklopeno tropickými moři, která přispívají k vysoké biodiverzitě druhů. V Indonésii se nachází řada mořských a pobřežních ekosystémů, například pláží, písečných dun, korálových útesů, bažinatých delt, mangrovových porostů, nánosů v ústí řek a malých ostrovních ekosystémů. Britský přírodovědec Alfred Wallace popsal dělicí linii mezi územím rozšířením asijských a australských druhů v Indonésii. Tato linie, označována někdy jako Wallaceova, se táhne severojižně podél okraje Sundského šelfu, mezi Kalimantanem a Sulawesi, podél Lombockého průlivu mezi Lombokem a Bali. Fauna a flora směrem na západ od linie má více asijský a směrem na východ více australský charakter. Ve své knize The Malay Archipelago z roku 1869 popisuje Wallace mnohé unikátní místní druhy. Oblast ostrovů mezi jeho linií a Novou Guineou je dnes označována jako Wallacea.
Početná populace a rychlá industrializace jsou v současnosti hrozbami pro životní prostředí, jehož ochrana ovšem není vinou chudoby a nedostatku zdrojů hlavní prioritou vlády. Aktuálními environmentálními problémy jsou například rozsáhlé odlesňování a s ním související lesní požáry vytvářející smog nad západní Indonésií, Malajsií a Singapurem. Dále též nadužívání mořských zdrojů a problémy spojené s překotnou urbanizací, jako je znečištění ovzduší, dopravní zácpy, přebytek odpadu a nedostatek kvalitní vody. Indonésie je vinou odlesňování a ničení rašelinišť třetím největším producentem skleníkových plynů na světě. Kvůli zakládání plantáží palmy olejné byly vykáceny rozsáhlé plochy tropických deštných lesů. V roce 2024 byla těžba niklu v povrchových dolech jednou z hlavních příčin kácení deštných lesů v Indonésii. Vinou ničení domovského prostředí savců bylo Mezinárodním svazem pro ochranu přírody 140 druhů označeno za ohrožené a 15, mezi nimi i orangutan sumaterský, za kriticky ohrožené.

## Politický systém

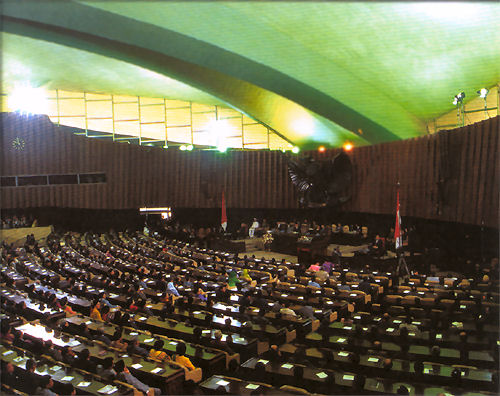
Zasedání indonéského parlamentu

Indonésie je republikou s prezidentským systémem. Jelikož jde o unitární stát, politickou moc drží centrální vláda. Po Suhartově rezignaci v roce 1998 prodělaly ústavní instituce významnou proměnu. Čtyři dodatky k ústavě z roku 1945 transformovaly postavení zákonodárné, výkonné i soudní moci. Prezident je hlavou státu, stojí v čele ozbrojených složek, vede domácí vládu a formuluje domácí a zahraniční politiku. Jmenuje radu ministrů, kteří nemusí být zvolenými členy legislativních orgánů. Ve volbách konaných v roce 2004 volili lidé prezidenta a viceprezidenta poprvé přímo. Prezident může být zvolen nejvýše na dvě pětiletá funkční období.
Nejvyšším zákonodárným tělesem je Lidové konzultativní shromáždění. Jeho hlavním úkolem je podpora a doplňování ústavy, inaugurace prezidenta a formalizace státní politiky. Má rovněž právo odvolat prezidenta. Tvoří jej dvě komory, Lidová reprezentativní rada o 560 členech a Regionální reprezentativní rada o 132 členech. Lidová reprezentativní rada schvaluje zákony a kontroluje exekutivu. Je volena občany na základě systému poměrného zastoupení. Reformy z roku 1998 výrazně zesílily její postavení v politickém systému Indonésie. Regionální reprezentativní rada je novou komorou zřízenou za účelem řešení regionálních témat.
Soukromoprávní spory jsou řešeny před Státními soudy a odvolání před Vrchním soudem. Nejvýše postaveným indonéským soudem je Nejvyšší soud, který rozhoduje o kasačních stížnostech vůči rozsudkům Vrchního soudu. Dalšími soudními orgány jsou Obchodní soud zabývající se bankroty a insolvencemi, Státní správní soud řešící správní spory namířené vůči fungování veřejné moci a Ústavní soud rozhodující o ústavnosti a legálnosti zákonů, voleb, rozpuštění politických stran a pravomocích státních orgánů. Náboženský soud rozhoduje některé věci týkající se náboženství.

### Zahraniční politika

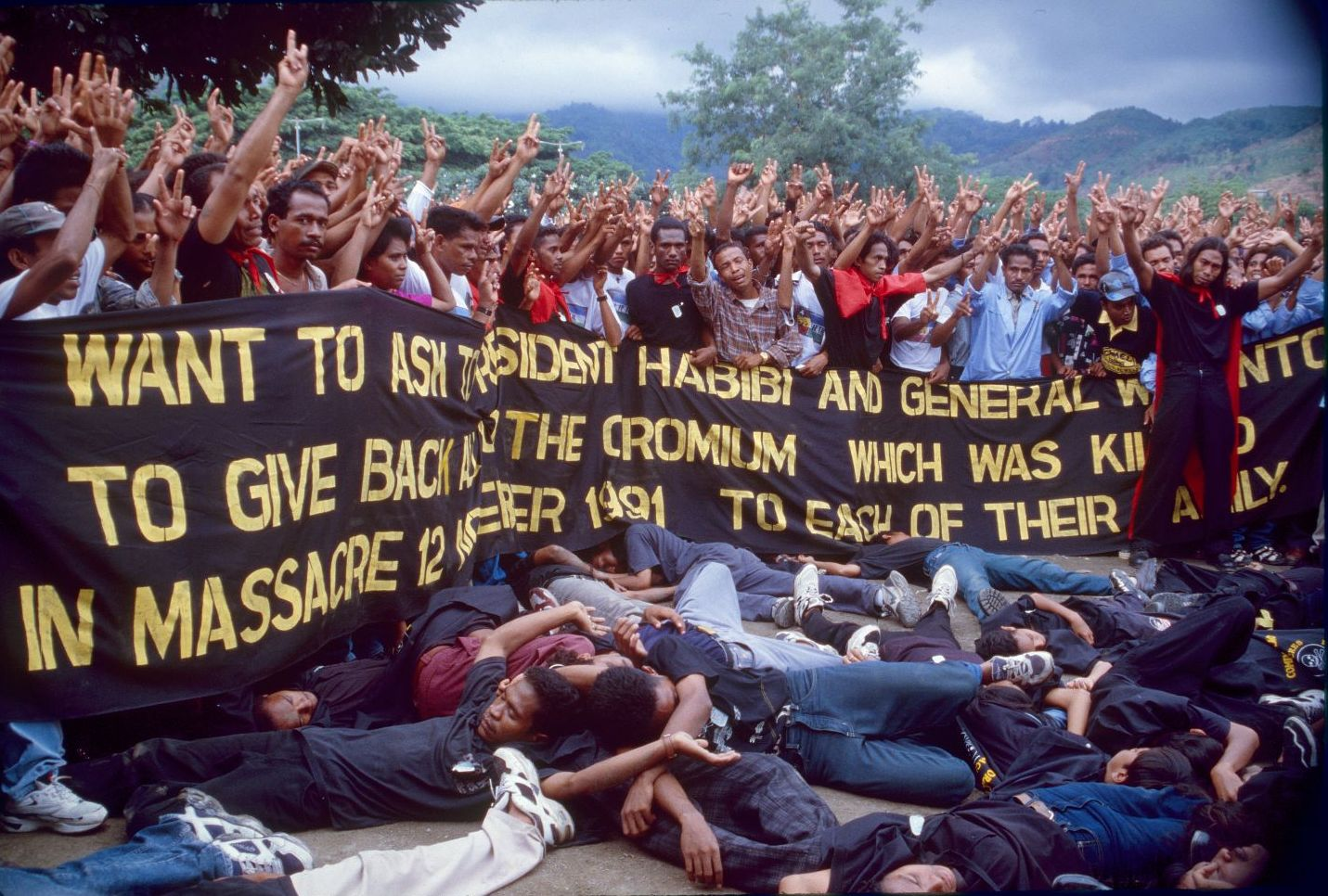
Během indonéské okupace Východního Timoru zahynulo nejméně sto tisíc civilistů

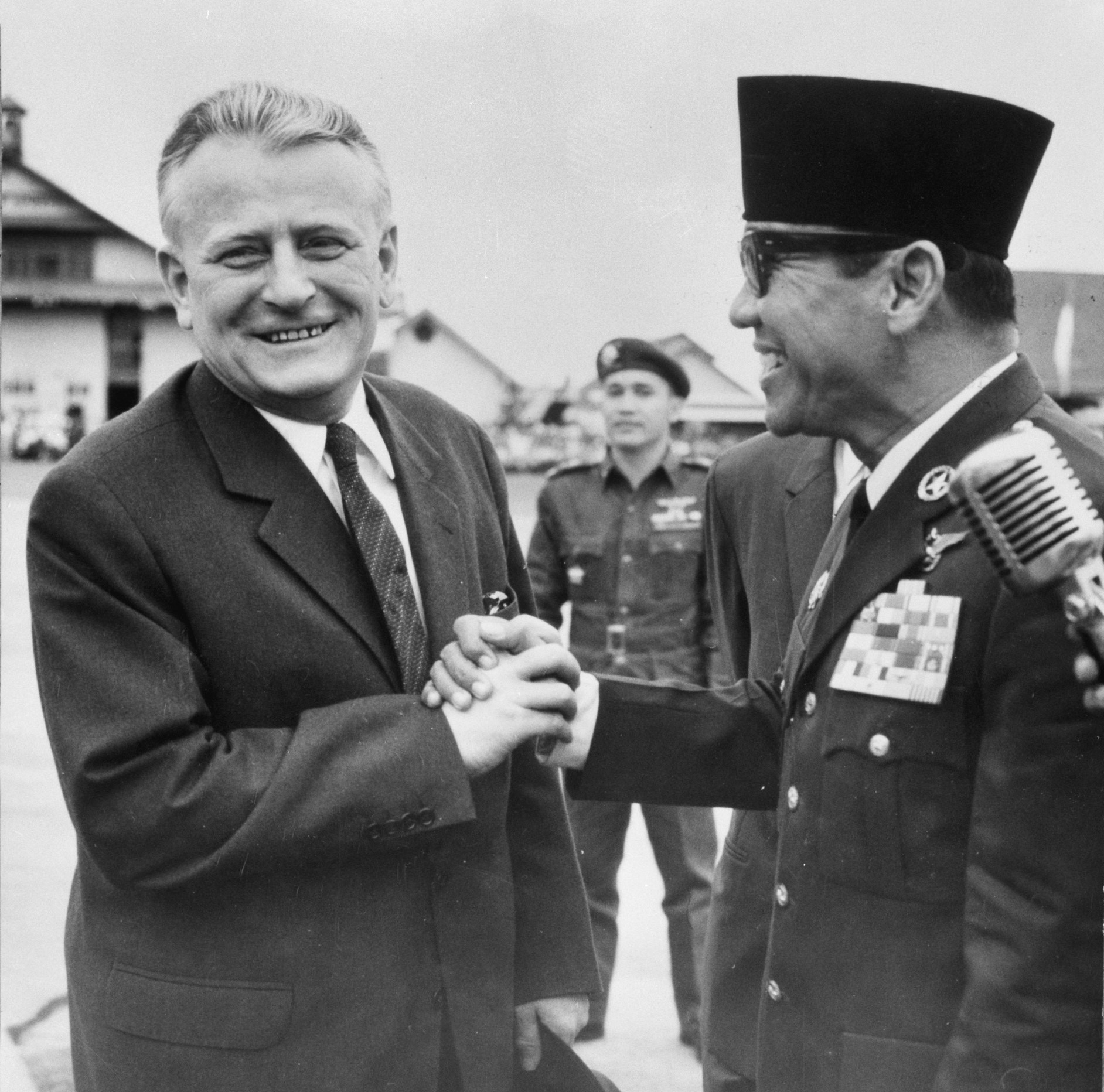
Československý prezident Antonín Novotný při setkání se Sukarnem, prvním prezidentem nezávislé Indonésie

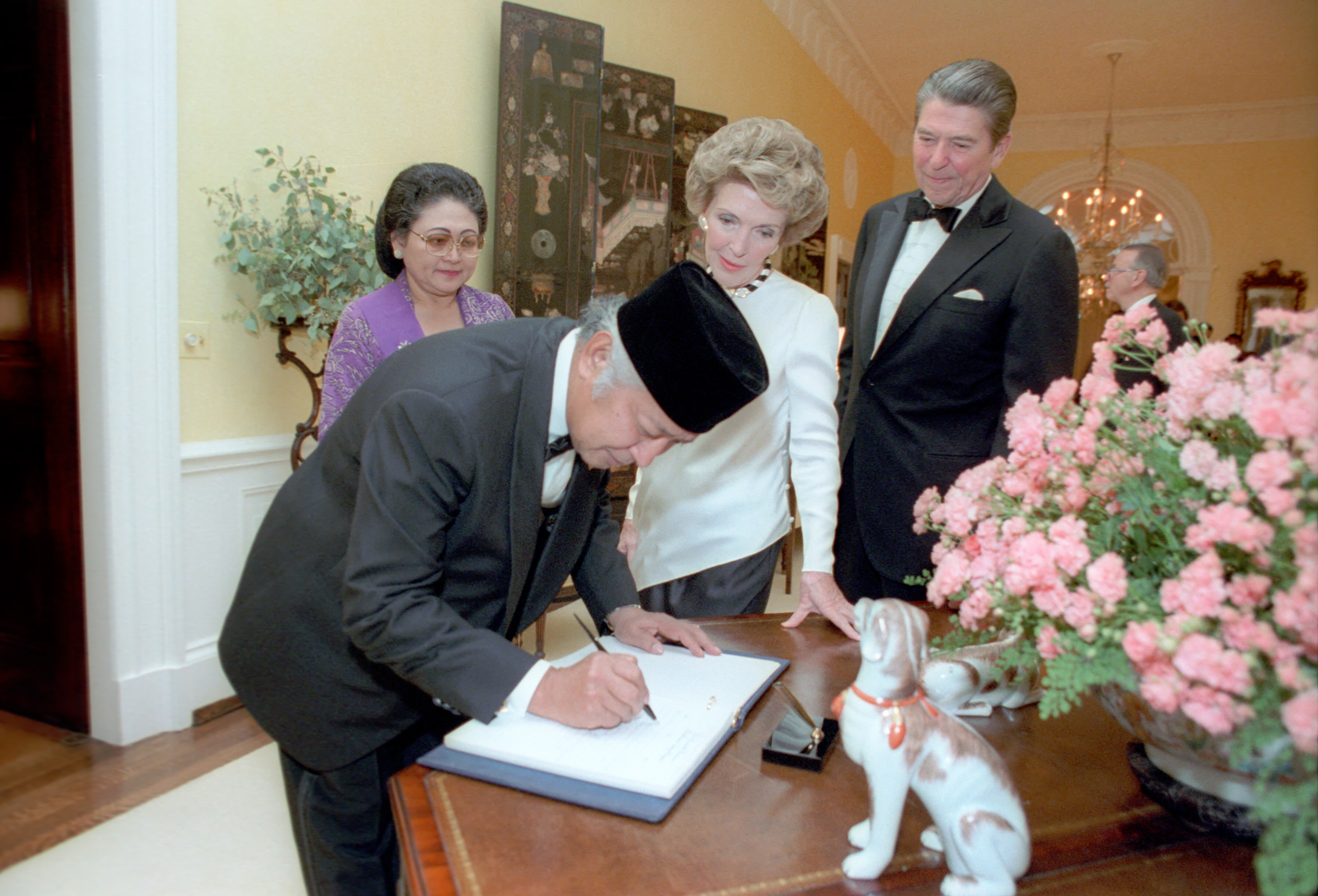
Indonéský prezident Suharto a americký prezident Ronald Reagan 12. října 1982

V porovnání se Sukarnovým anti-imperialistickým postojem vůči západním vládám a roztržkám s Malajsií byla indonéská zahraniční politika za Suhartovy vlády „Nového řádu“ založená na ekonomické a politické spolupráci s vyspělými západními státy. V roce 1975 Spojené státy a Austrálie podpořily indonéskou okupaci Východního Timoru. Indonésie udržuje blízké vztahy se svými sousedy v Asii, je zakládajícím členem ASEANu, Hnutí nezúčastněných zemí, Organizace islámské spolupráce a Východoasijského summitu. V roce 1990 obnovila země diplomatické styky s Čínou, které byly přerušeny v důsledků anti-komunistických čistek krátce po Suhartově nástupu do funkce. Od roku 1950 je Indonésie členem OSN. Je signatářem dohody o zóně volného obchodu ASEANu, členem Cairnské skupiny, WTO a do roku 2008 byla členem OPEC, ale její členství zaniklo tím, že přestala být čistým vývozcem ropy. Od roku 1966 byla Indonésie příjemcem humanitární a rozvojové pomoci, především od Spojených států, Japonska, Austrálie a západní Evropy.
Indonéská vláda prohlašuje, že se snaží odhalit a potrestat pachatele teroristických útoků spojovaných s Al-Káidou a radikálním islamismem. Nejhorší teroristický útok prožila Indonésie v roce 2002, kdy při explozi na ostrově Bali zahynulo 202 osob, z nichž 164 byli zahraniční turisté. Útok a následná varování před cestami do Indonésie vážně poškodily turistický sektor v zemi a odradily řadu zahraničních investorů.

### Ozbrojené síly

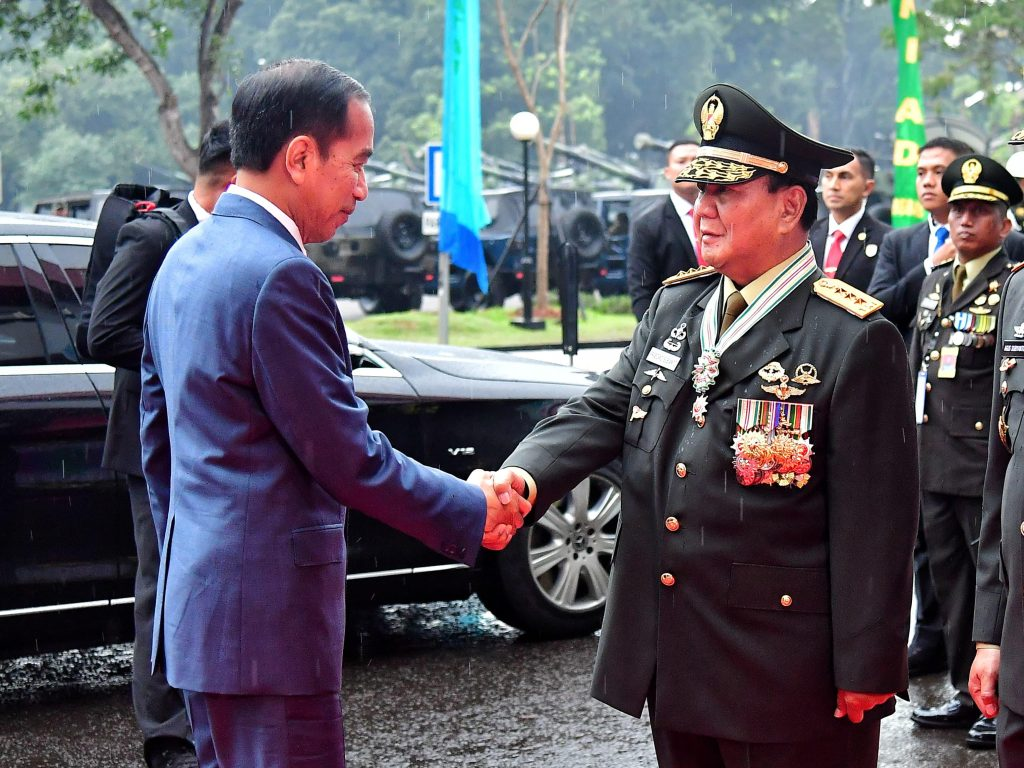
Prezident Indonésie Joko Widodo a ministr obrany Prabowo Subianto 9. února 2024

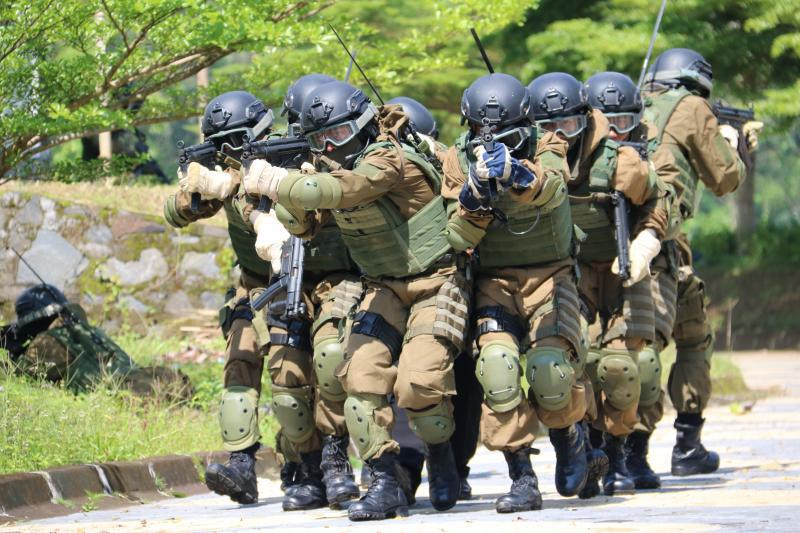
Indonéští vojáci při výcviku

Indonéské ozbrojené síly čítající 300 tisíc mužů tvoří pozemní armáda, námořnictvo a letectvo. Pozemní síly mají asi 233 tis. mužů v aktivní službě. Na obranu byly v roce 2006 vydány 4 % HDP, přičemž část zdrojů získávají ozbrojené síly na základě vlastních podnikatelských aktivit a nadací. Armáda podniká v těžbě dřeva a rovněž vybírá poplatky od společností těžících ropu, zemní plyn a minerály. Takto získané finance nejsou součástí rozpočtu schváleného parlamentem a legislativa nemá možnost ovlivnit jejich využití. Důsledkem reforem z roku 1998 bylo též odstranění formálního zastoupení ozbrojených složek v parlamentu, které si však v zemi nadále udržují značný neformální vliv.
Separatistická hnutí v provinciích Aceh, Papua (anektována Indonésií v roce 1969) a ve Východním Timoru (anektován v roce 1975) vedla k ozbrojeným konfliktům s centrální vládou a vzájemnému obviňování z brutality a porušování lidských práv. S Hnutím za svobodný Aceh byla v roce 2005, po třicetiletém guerillovém konfliktu, podepsána dohoda o klidu zbraní. Na Papui probíhá, třebaže nedokonalá, implementace zákonů vedoucích k regionální autonomii a po nástupu prezidenta Susilo Bambanga Yudhoyonoa došlo k poklesu intenzity konfliktu a porušování lidských práv.
Indonésie udržuje diplomatické styky s Českou republikou a má v Praze velvyslanectví. Česká republika provozuje velvyslanectví v Jakartě a rovněž honorární konzuláty v Surabaji, Makassaru a na Bali. V zemi nejsou zastoupeny další české instituce, např. Česká centra, CzechTrade, CzechInvest a CzechTourism.

### Administrativní dělení

Mapa indonéských provincií

Indonésii tvoří 38 provincií, z nichž některé z nich disponují speciálním statusem. Každá provincie má svá zákonodárná tělesa a guvernéra. Provincie se dělí na regentství (kabupaten) a města (kota), které jsou tvořeny subdistrikty (kecamatan) a ty dále seskupeními vesnic (desa nebo kelurahan). Po přijetí legislativy garantující regionální autonomii v roce 2001 se regentství a města stala klíčovými administrativními složkami státu, protože poskytují většinu veřejných služeb. V čele vesnické správy stojí volený starosta (lurah nebo kepala desa), který ovlivňuje záležitosti běžného života ve vesnici.
Provincie Ačeh, Jakarta, Yogyakarta, Papua, Jižní Papua, Horská Papua, Jihozápadní Papua, Střední Papua a Západní Papua disponují širšími legislativními pravomocemi a vyšší mírou autonomie na centrální vládě než zbývající provincie. Vláda na Acehu disponuje například právem vytvořit vlastní právní řád a v roce 2003 zavedla nový, založený na islámském právu šaría. Yogyakarta získala speciální status jako formu uznání za svou vůdcovskou roli v podpoře indonéských republikánů během Indonéské revoluce. Papua, dříve označovaná jako Irian Jaya, obdržela speciální status v roce 2001.} Jakarta je hlavním městem země.

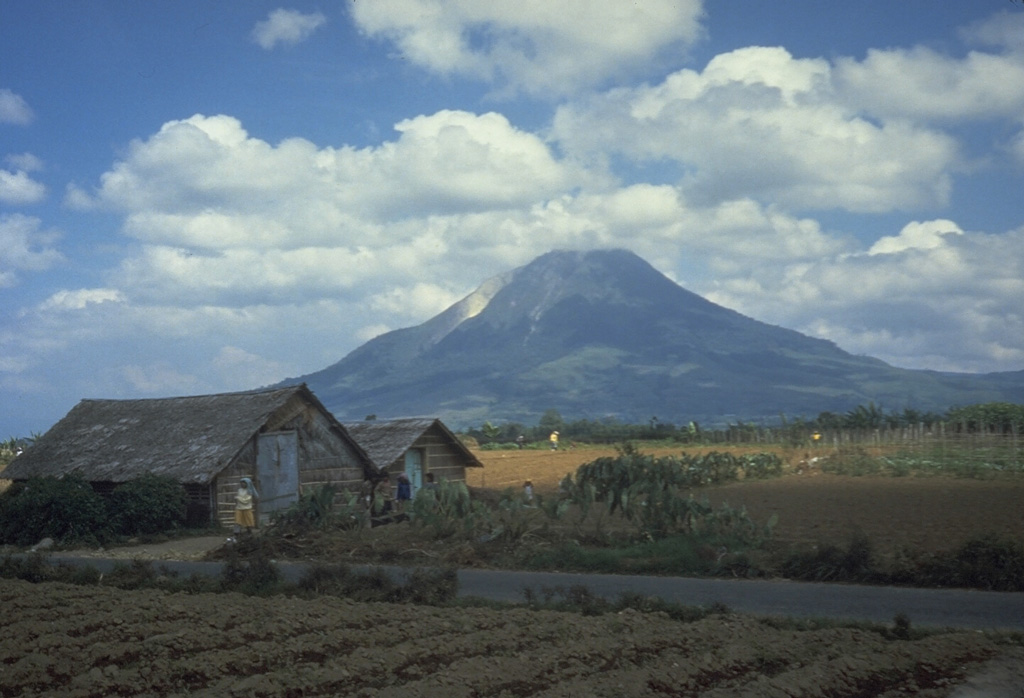
Sopka Sinabung na Sumatře

Indonéské provincie a jejich hlavní města:
Geografický celek
- Provincie

† označuje provincii se speciálním statusem
Sumatra
- Ačeh† (Nanggroë Aceh Darussalam) – Banda Aceh
- Severní Sumatra (Sumatera Utara) – Medan
- Západní Sumatra (Sumatera Barat) – Padang
- Riau – Pekanbaru
- Ostrovy Riau (Kepulauan Riau) – Tanjung PinangDemonstrace farmářů v Jakartě
- Jambi – Jambi

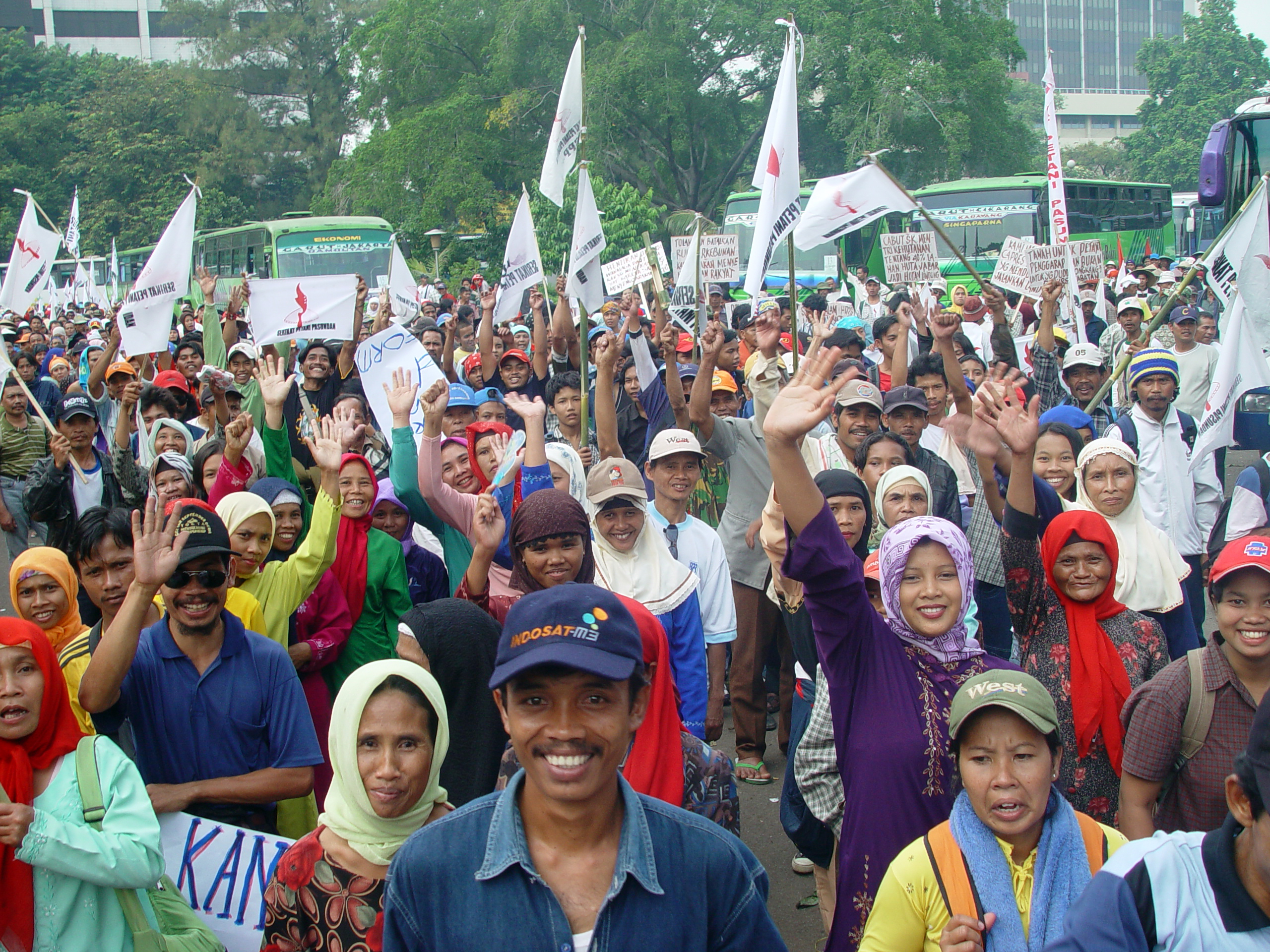
Demonstrace farmářů v Jakartě

- Jižní Sumatra (Sumatera Selatan) – Palembang
- Bangka-Belitung (Kepulauan Bangka-Belitung) – Pangkalpinang
- Bengkulu (provincie) – Bengkulu
- Lampung – Bandar Lampung

Jáva
- Jakarta† – Jakarta
- Banten – Serang
- Západní Jáva (Jawa Barat) – BandungRýžové terasy na Bali

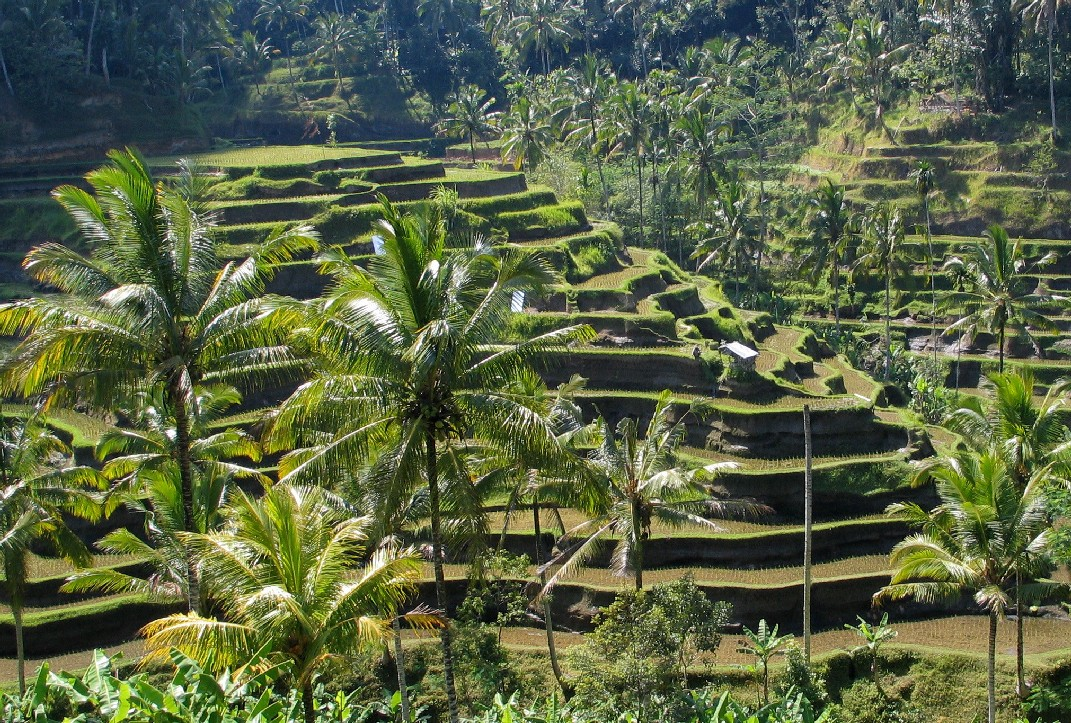
Rýžové terasy na Bali

- Střední Jáva (Jawa Tengah) – Semarang
- Yogyakarta† – Yogyakarta
- Východní Jáva (Jawa Timur) – Surabaja

Malé Sundy
- Bali – Denpasar
- Západní Nusa Tenggara (Nusa Tenggara Barat) – Mataram
- Východní Nusa Tenggara (Nusa Tenggara Timur) – Kupang

Kalimantan
- Západní Kalimantan (Kalimantan Barat) – PontianakOstrov Sulawesi

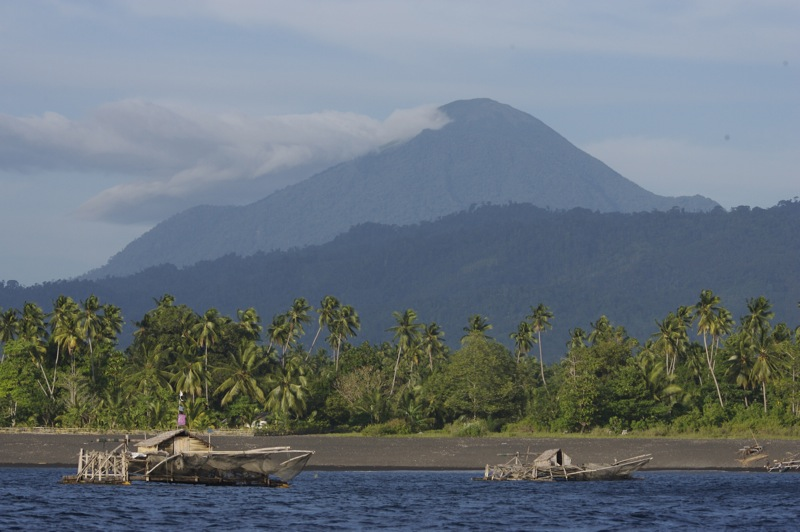
Ostrov Sulawesi

  - Severní Kalimantan (Kalimantan Utara) – Tanjung Selor
- Střední Kalimantan (Kalimantan Tengah) – Palangkaraya
- Jižní Kalimantan (Kalimantan Selatan) – Banjarmasin
- Východní Kalimantan (Kalimantan Timur) – Samarinda

Sulawesi
- Severní Sulawesi (Sulawesi Utara) – Manado
- Gorontalo – Gorontalo
- Střední Sulawesi (Sulawesi Tengah) – Palu
- Západní Sulawesi (Sulawesi Barat) – Mamuju
- Jižní Sulawesi (Sulawesi Selatan) – Makasar
- Jihovýchodní Sulawesi (Sulawesi Tenggara) – Kendari

Moluky
- Moluky – Ambon

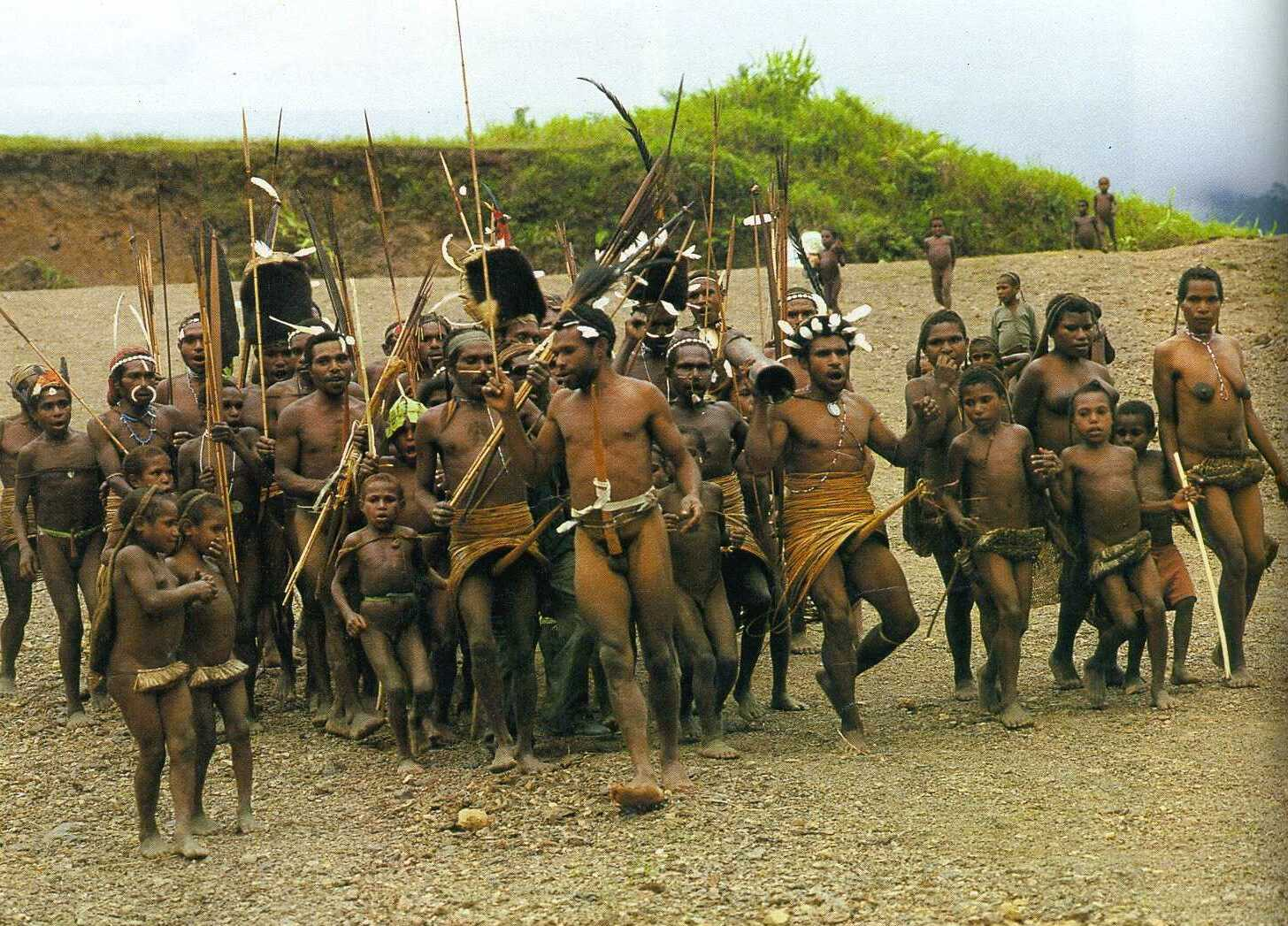
Papuánci ze Západní Nové Guineje, která byla Indonésií anektována v roce 1969

- Severní Moluky (Maluku Utara) – Sofifi

Západní Papua
- Západní Papua† (Papua Barat) – Manokwari
- Jihozápadní Papua† (Papua Barat Daya) – Sorong
- Papua† – Jayapura
- Střední Papua† (Papua Tengah) - Nabire
- Jižní Papua† (Papua Selatan) - Merauke
- Horská Papua† (Papua Pegunungan) - Wamena

## Ekonomika

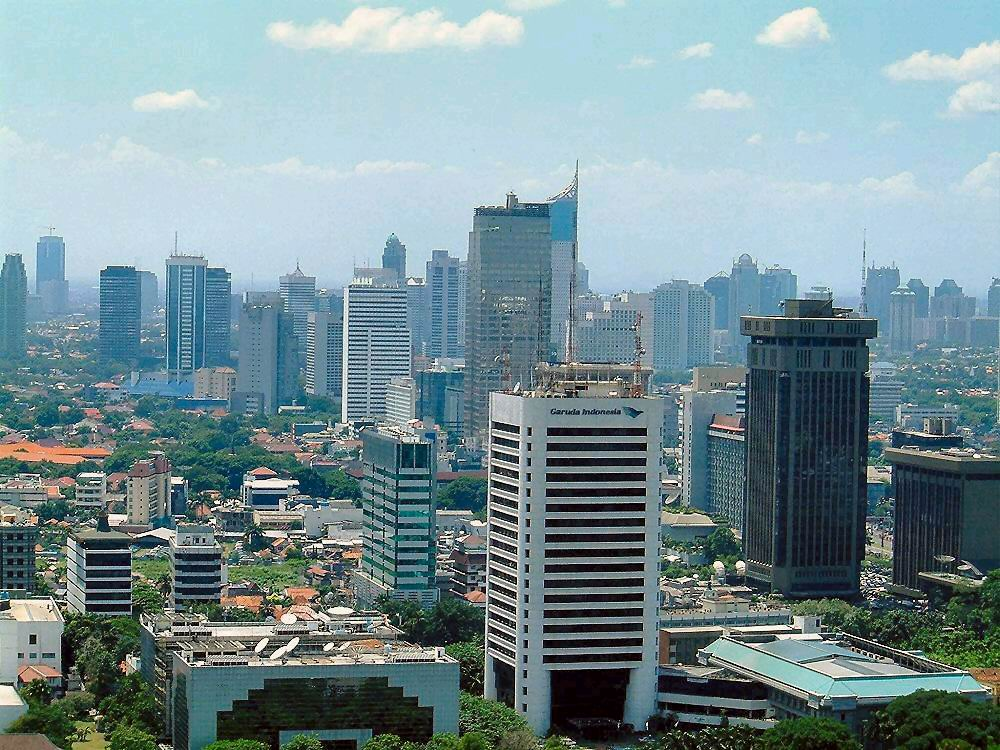
Jakarta, hlavní město Indonésie

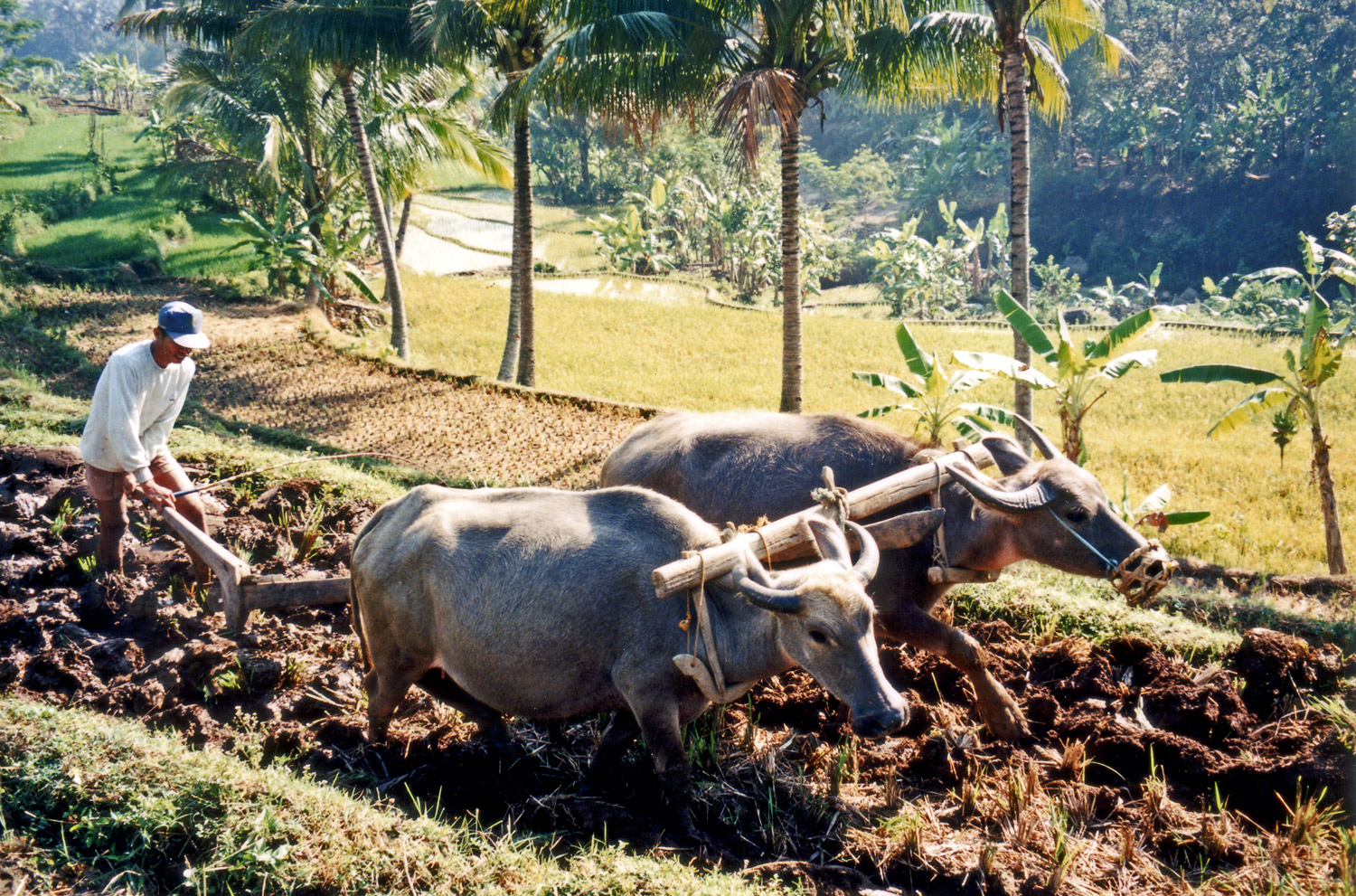
Využití buvolů domácích v zemědělství

Indonésie je největší ekonomikou jihovýchodní Asie a také členkou skupiny dvaceti největších světových ekonomik G20. Odhadovaný HDP byl k roku 2007 408 mld. USD (1038 mld. USD dle parity kupní síly), v přepočtu na jednoho občana tedy 3797 USD (4989 USD dle parity kupní síly). Sektor služeb vytváří 45,3 %, průmysl 40,7 % a zemědělství 14 % HDP (2005). V zemědělství však pracuje 44,3 % obyvatelstva, tj. asi 95 milionů osob. Ve službách pracuje 36,9 % obyvatel a v průmyslu 18,8 %. Hlavními průmyslovými sektory jsou těžba ropy a zemního plynu, výroba látek a oděvů a těžba. Indonésie je největším světovým producentem niklu, který se používá při výrobě baterií do elektromobilů. Roste spotřeba uhlí při výrobě elektřiny, která v roce 2021 dosáhla 38 %. Nejvýznamnějšími zemědělskými produkty jsou palmový olej, rýže, čaj, káva, koření a guma. 
Hlavními exportními trhy jsou Japonsko (22,3 %), Spojené státy (13,9 %), Čína (9,1 %) a Singapur (8,9 %). Největšími importními partnery Indonésie jsou Japonsko (18 %), Čína (16,1 %) a Singapur (12,8 %). V roce 2005 vytvořila Indonésie obchodní přebytek, neboť hodnota exportu dosáhla 83,64 mld. USD a hodnota importu 62,02 mld. USD. Země je bohatá na přírodní zdroje, například ropu, zemní plyn, cín, měď a zlato. Hlavními importními produkty jsou strojírenské výrobky, chemikálie, paliva a potraviny.
V 60. letech se ekonomika kvůli politické nestabilitě, neefektivní vládě a ekonomickému nacionalismu dostala do vážné krize, která vedla k rozšíření chudoby a hladomorům. Po pádu prezidenta Sukarna provedla Suhartova vláda „Nového řádu“ ekonomické reformy, kterými snížila míru inflace, stabilizovala měnu a zahraniční dluh a přilákala zahraniční pomoc a investice. Indonésie byla jediným členem OPEC v regionu a díky rostoucím cenám ropy v 70. letech se zvýšily příjmy státního rozpočtu, které přispěly k ekonomickému růstu země. Ekonomické reformy na konci 80. letech přilákaly další investory, především do rozvíjejícího se průmyslového sektoru zaměřeného na export. Mezi lety 1989 a 1997 rostla indonéská ekonomika každoročně v průměru o 7 %.
Země byla těžce zasažena asijskou finanční krizí v letech 1997-8. Cena amerického dolaru se vzhledem k rupii zvýšila z 2600 Rp na 14000 Rp a ekonomika se propadla o 13,7 %. Od té doby rupie posílila na hodnotu mezi 8 a 10 tisíci za USD. Politická nestabilita, pomalé ekonomické reformy a korupce na všech úrovních ovšem zpomalily ekonomickou obnovu. Transparency International umístila v roce 2007 Indonésii na 143. místo ze 180 zemí dle indexu vnímání korupce. Růst HDP přesto v letech 2004 a 2005 přesáhl 5 %. Navzdory růstu nedošlo ke snížení míry nezaměstnanosti a rostoucí ceny energií a rýže při stabilních platech naopak vedly k rozšíření chudoby. V roce 2006 žilo v chudobě definované denním příjmem domácnosti 1,55 USD asi 17,8 % obyvatel země. Více než polovina obyvatel vydělávala v roce 2006 méně než 2 USD denně. V roce 2008 činila míra nezaměstnanosti 8,46 %.

## Obyvatelstvo
Podle sčítání lidu z roku 2020 měla Indonésie 270,2 milionu obyvatel, což z ní činí čtvrtou nejlidnatější zemi světa; v letech 2010-2020 počet obyvatel rostl ročním tempem 1,3 %. Oficiální odhad k polovině roku 2025 činí 284,4 milionu obyvatel a roste tempem 1,3 % ročně. Celkem 56 % obyvatel Indonésie žije na Jávě, nejlidnatějším ostrově světa. Celková hustota zalidnění činí 143 osob na kilometr čtvereční,[4] na Jávě je však hustota výrazně vyšší a dosahuje 1 171 osob na kilometr čtvereční. První postkoloniální sčítání lidu v Indonésii v roce 1961 zaznamenalo 97 milionů obyvatel a podle prognóz se jejich počet do roku 2050 zvýší na 321 milionů.
Rozložení obyvatelstva Indonésie je značně nerovnoměrné, což odráží její rozmanitou geografii a různou úroveň rozvoje. Sahá od rušného velkoměsta Jakarty až po odlehlé a nekontaktované kmeny na Papui. K roku 2023 přibližně 59 % Indonésanů žije ve městech, přičemž Jakarta je primátem země a druhou nejlidnatější městskou oblastí na světě, kde žije více než 34 milionů lidí. Kromě toho žije přibližně 8 milionů Indonésanů v zahraničí, přičemž velké komunity žijí v Malajsii, Nizozemsku, Saúdské Arábii, Singapuru, na Tchaj-wanu, v Hongkongu, Spojených státech amerických, Velké Británii a Austrálii.
Indonésie má v porovnání se západními zeměmi relativně mladou populaci, která však stárne, protože se v zemi zpomaluje porodnost a prodlužuje průměrná délka života. V roce 2024 byl medián věku 31,5, zatímco roce 2017 byl 30,2 roku. V zemi žije více než 600 etnických skupin a hovoří se více než 700 jazyky, což z ní činí jeden z etnicky a jazykově nejrozmanitějších národů na světě. Od získání nezávislosti je indonéština jazykem většiny písemné komunikace, vzdělávání, státní správy a obchodu. Většina Indonésanů však hovoří některým z regionálních jazyků jako svým mateřským jazykem. Mezi ně patří javánština, sundština, minangkabauština, buginština, balijština, batakština a stovky dalších. 

### Etnické skupiny

Mapa hlavních etnických skupin v Indonésii

Předkové většiny Indonésanů byli Austronésané hovořící jazykem se základem v proto austronésanštině, která pochází pravděpodobně z Tchaj-wanu. Další velkou skupinu obyvatel tvoří australoidní Melanésané žijící ve východní části země. Indonésie je domovem více než 600 domorodých etnik používajících přes 700 jazyků a dialektů. Největší etnickou skupinou jsou Javánci, kteří tvoří 42 % obyvatelstva a jsou dominantní kulturní a politickou silou v zemi. Sundánci, etničtí Malajci a Madurijci jsou největšími nejavánskými etnickými skupinami. Navzdory rozdílům sdílejí příslušníci etnických skupin indonéskou identitu. Vzájemné vztahy jsou většinou umírněné, ale některé národnostní a náboženské spory vedly k násilným konfliktům. Velice vlivná čínská menšina tvoří asi 1 % obyvatel. Velkou část ekonomiky kontrolují právě Číňané, což vedlo k zášti až protičínskému násilí.

### Jazyky
Úřední jazyk, indonéština, je vyučován na všech školách a hovoří jím takřka každý Indonésan. Oficiální jazyk se používá v médiích, obchodu, politice a v akademickém prostředí. Indonéština vychází z jazyka používaného dříve v oblasti jako lingua franca a je tudíž příbuzná s malajštinou, která je oficiální řečí v Malajsii, Bruneji a Singapuru. Indonéštinu poprvé prosazovali nacionalisté ve 20. letech 20. století a po vyhlášení nezávislosti v roce 1945 byla prohlášena oficiálním jazykem. Většina Indonésanů hovoří jedním ze stovek místních dialektů, často jako svým mateřským jazykem. Nejrozšířenějším dialektem je javánština, kterou hovoří nejpočetnější etnická skupina v zemi. Na druhé straně se v indonéské části Nové Guiney s asi 2,7 miliony obyvatel používá přes 270 domorodých papuánských a austronéských jazyků. Významná část obyvatel narozených před vyhlášením nezávislosti hovoří též částečně nizozemsky.

### Náboženství

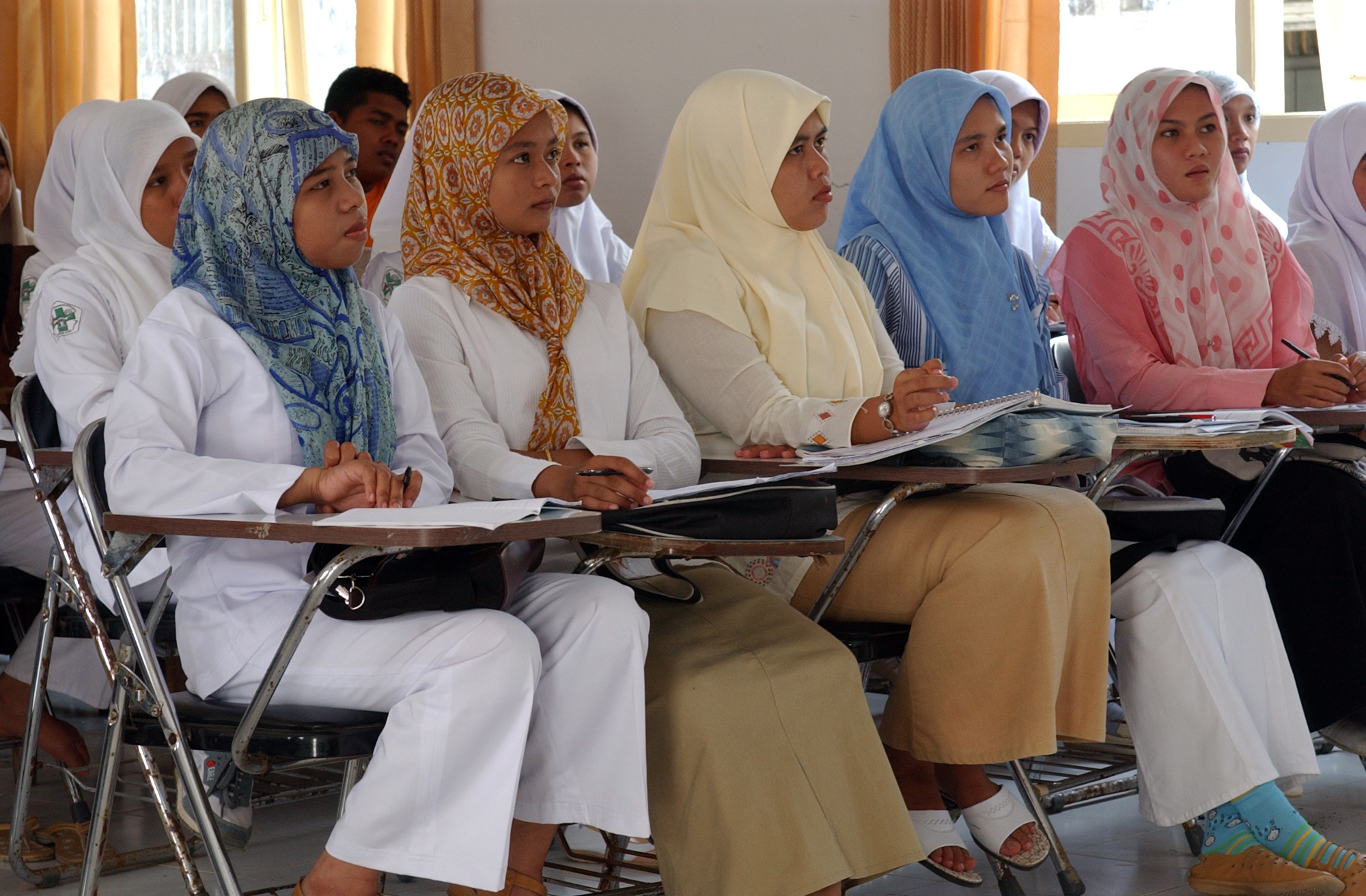
Indonésie má nejpočetnější muslimskou populaci na světě

Ačkoliv je náboženská svoboda zakotvena přímo v ústavě, vláda oficiálně uznává jen šest náboženství: islám, protestantismus, římský katolicismus, hinduismus, buddhismus a konfucianismus. Ačkoliv nejde oficiálně o islámský stát, má Indonésie největší muslimskou populaci na světě, neboť 86,1 % obyvatel se hlásí k islámu. Křesťané tvoří 8,7 % populace, hinduisté 3 % a buddhisté a další 1,8 %. Většina indonéských hinduistů jsou Balijci a většina buddhistů jsou etničtí Číňané. Ačkoliv jde o menšinová náboženství, mají buddhismus a hinduismus stále značný vliv na indonéskou kulturu. Islám přejali poprvé pod vlivem zahraničních obchodníků obyvatelé severní Sumatry ve 13. století a v 16. století se stal dominantním náboženstvím. Římský katolicismus přinesli do oblasti od počátku 16. stol. portugalští kolonialisté a misionáři. Holanďané poté, co dobyli portugalské državy v 17. století, šířili během koloniálního období (do r. 1945/49) protestantství. Velký podíl Indonésanů, například javánští abanganové, balijští hinduisté a dajáčtí křesťané, praktikuje méně ortodoxní formu svého náboženství, která byla výrazně ovlivněna místní vírou a tradicemi.

## Kultura

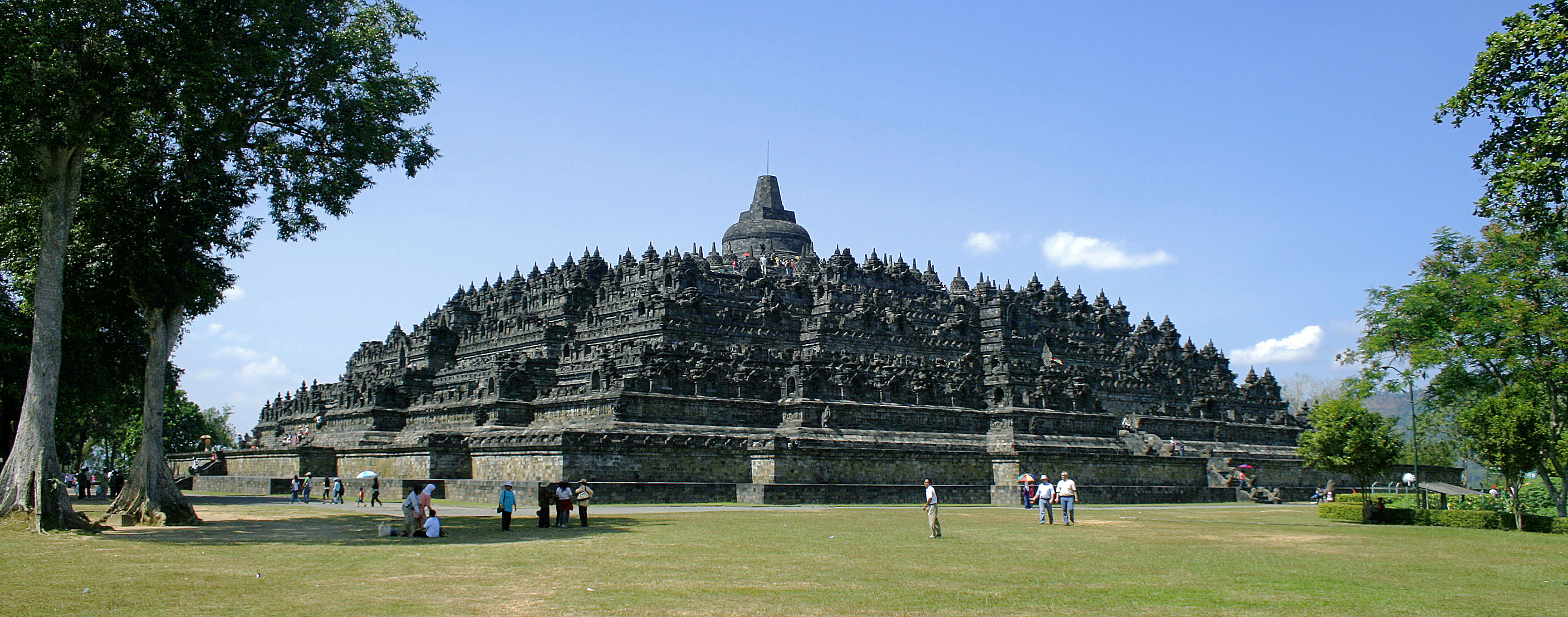
Borobudur

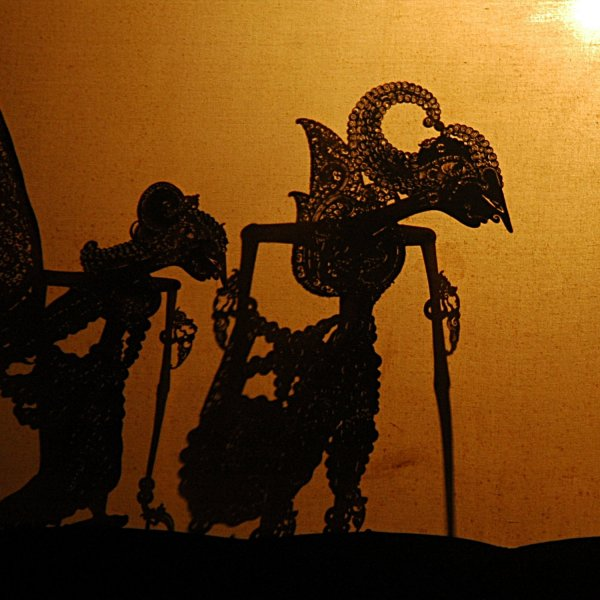
Stínové divadlo wayang kulit z pohledu diváka

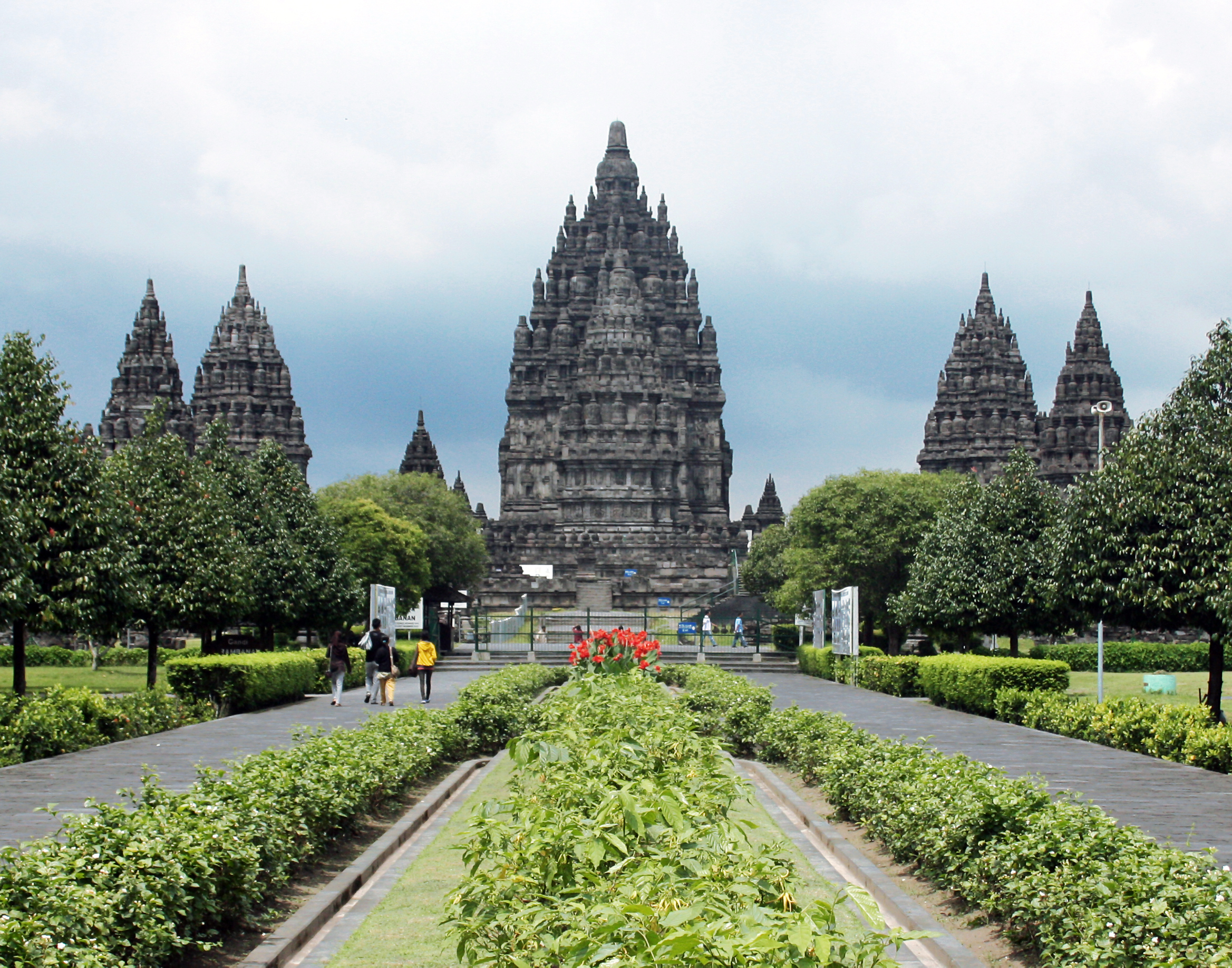
Prambanan

Indonéská společnost je tvořena asi 300 etnickými skupinami, jejichž kultura byla po staletí ovlivňována indickou, arabskou, čínskou, malajskou a evropskou kulturou. Tradiční javánské a balijské tance obsahují prvky hinduistické kultury a mytologie, stejně jako představení wayang kulit (stínových loutek). Styl výroby textilií jako batik, ikat a songket se mezi regiony liší.
Nejstarší dochovanou literární památkou je několik spisů v sanskrtu z přibližně 5. století n. l. Významnými postavami moderní indonéské literatury jsou nizozemský autor Multatuli kritizující chování kolonizátorů vůči domorodému obyvatelstvu, Abdul Muis, Muhammad Yamin či Hamka, významní nacionalističtí spisovatelé a politici ocenění titulem Národní hrdina Indonésie  a proletářský autor Pramoedya Ananta Toer, nejslavnější indonéský romanopisec. Nejslavnějším básníkem je Chairil Anwar, lídr "Generace roku 1945". Ze starších generací se mezinárodně prosadil zejména Amir Hamzah. Mnoho etnických skupin má silně zakořeněné tradice ústního předávání příběhů a myšlenek, což jim pomáhá definovat i ochránit jejich kulturu.
Průkopníkem malířství byl Raden Saleh.
Tradičními indonéskými hudebními styly jsou gamelan a keroncong. Dangdut je v současnosti populární žánr založený na arabské, indické a malajské lidové hudbě. Hvězdami indonéského popu jsou Agnes Monica a Anggun.
Filmový průmysl se dostal na vrchol v průběhu 80. let, kdy domácí filmy dominovaly indonéským kinům, ale v 90. letech jejich produkce poklesla. Mezi lety 2000 a 2005 počet vyprodukovaných filmů opět postupně rostl. Ke známým indonéským herečkám patří například Laura Gemserová.
Svoboda médií se zvětšuje od konce Suhartovy éry, kdy ministerstvo informací monitorovalo a kontrolovalo domácí média a cenzurovalo zahraniční. Na televizním trhu působí deset celostátních komerčních stanic. Vedle nich existuje veřejná stanice TVRI a lokální televizní stanice. Přístup k internetu mělo v roce 2009 asi 30 milionů obyvatel, což činí přibližně 12,5 % populace.
Na seznam světového dědictví UNESCO byl zapsán Borobudur, chrámový komplex mahájánového buddhismu v Magelangu, který je vyzdoben 504 sochami Buddhy. Zápisu se dočkal i další významný chrámový komplex Prambanan, který je užíván hinduisty. Leží na ostrově Jáva v provincii Střední Jáva, asi 20 kilometrů od Jogjakarty. K významným chrámovým komplexům patří i Besakih na ostrově Bali, kde je zkoncentrováno 22 chrámů na ploše tří kilometrů čtverečních. Dominantou Jakarty je Národní památník (Monas) uprostřed náměstí Medan Merdeka, zakončený 132 metrů vysokým obeliskem. Na stejném náměstí se nachází mešita Istiqlal, největší mešita v jihovýchodní Asii, která pojme až 120 000 věřících.

### Sport

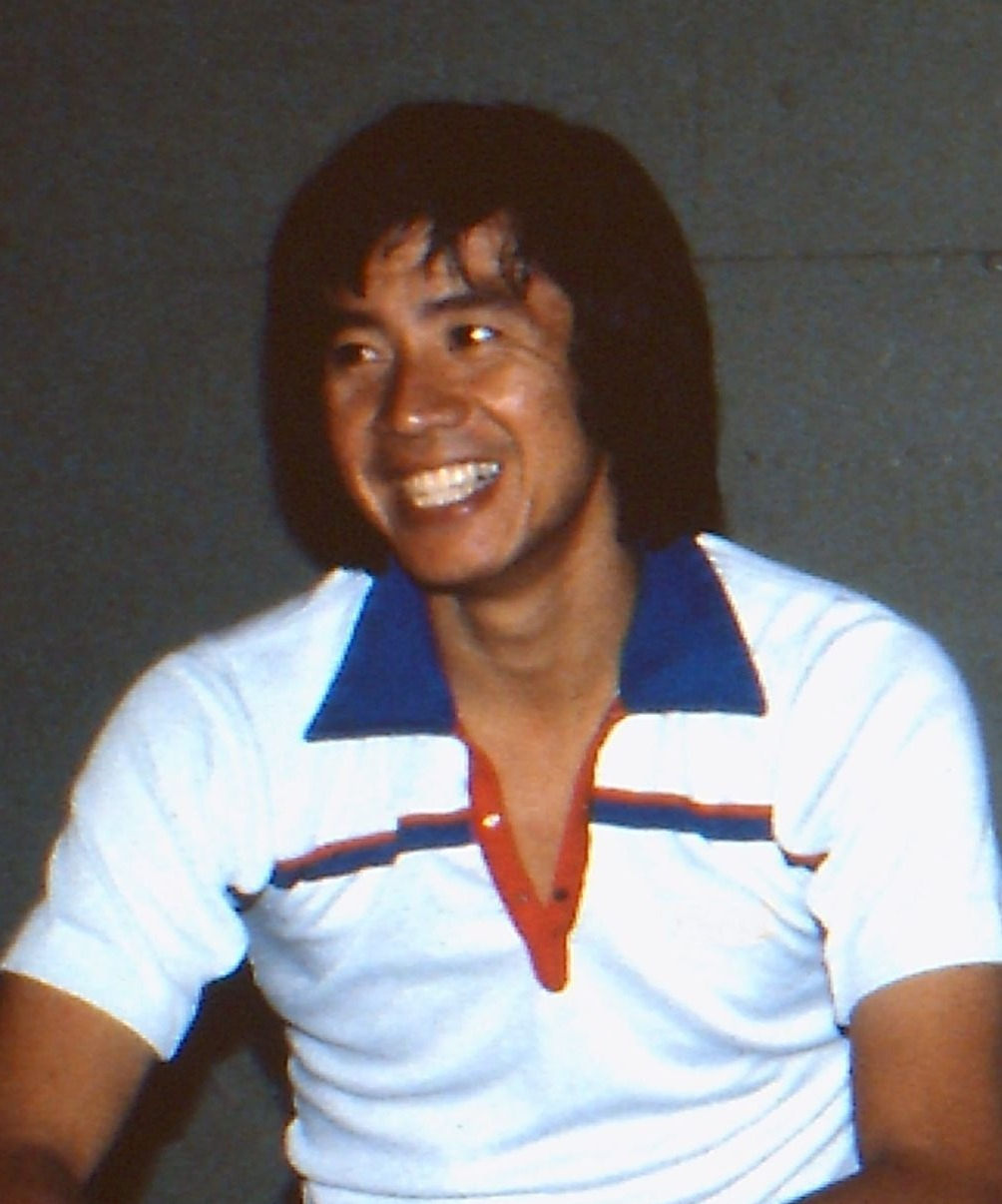
Rudy Hartono, legendární badmintonista

Ve sportu jsou Indonésané nejúspěšnější v badmintonu. Všechny jejich zlaté olympijské medaile jsou z tohoto sportu. Singlové zlaté vyhráli Rudy Hartono (1972, neoficiální, badminton jen jako ukázkový sport), Susi Susanti (1992), Alan Budikusuma (1992) a Taufik Hidayat (2004). Mají též pět zlatých ze čtyřher. Rudy Hartono byl králem badmintonu v éře, kdy badminton nebyl olympijským sportem a neexistovalo ani mistrovství světa. Osvědčil to rekordními osmi vítězstvími na All England Championships („badmintonovém Wimbledonu“), z toho sedm jich bylo v řadě.
Tři olympijské medaile mají ve sbírce i dva vzpěrači, mezi ženami Raema Lisa Rumbewasová a mezi muži Eko Yuli Irawan, rovněž mistr světa. Indonésané měli rovněž několik vynikajících boxerů v lehkých vahách, z nichž nejznámější je Chris John, který držel titul profesionálního mistra světa v pérové váze nepřetržitě v letech 2004-2013, což je druhé nejdelší panování v této kategorii.
Sport je v Indonésii orientován především na muže a mezi fanoušky je běžné nelegální sázení. Nejpopulárnějšími sporty jsou badminton a fotbal. Indonéské týmy vyhrály Thomas Cup třináctkrát z pětadvaceti mistrovství konaných od roku 1949. Indonéští badmintonisté byli úspěšní též na Olympijských hrách, do jejichž programu byl sport zařazen roku 1992. Ženský tým vyhrál Uber Cup, ženský ekvivalent Thomas Cupu, v letech 1994 a 1996. Nejvyšší indonéská fotbalová soutěž se jmenuje Liga Indonesia. Tradičními sporty jsou sepak takraw a býčí závody na Maduře. V oblastech s dlouhou historií kmenových bojů jsou populární simulace bojů jako caci na Flores a pasola na Sumbě. Pencak Silat je indonéské bojové umění.

### Kuchyně

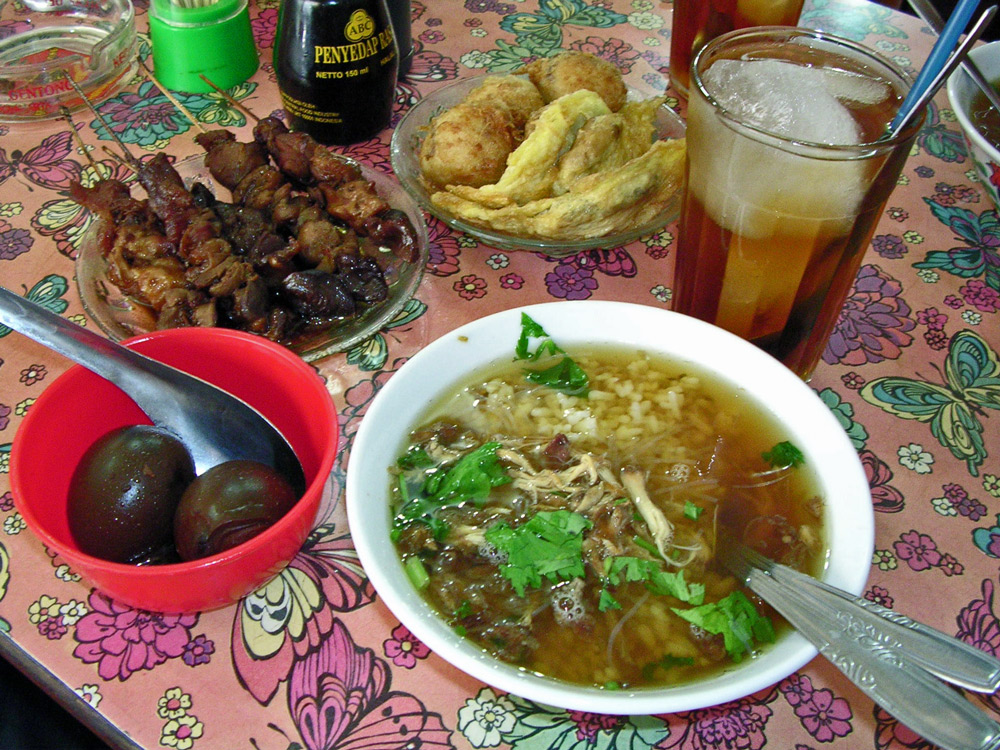
Tradiční indonéské pokrmy Soto Ayam (kuřecí polévka), sate kerang (měkkýší kebab), telor pindang (zavařená vejce), perkedel (lívaneček), a es teh manis (sladký ledový čaj)

Indonéská kuchyně se mezi regiony odlišuje, ale je obecně založená na čínských, evropských, středovýchodních a indických postupech. Hlavní složkou potravy je rýže, která je servírovaná společně s masem a zeleninou. Podstatnými přísadami jsou koření (hlavně chilli), kokosové mléko, ryby a drůbež. Nejpopulárnějšími jídly v Indonésii jsou: nasi goreng (smažená rýže s nudlemi a masem), gado-gado (salát ze zeleniny, vajec natvrdo, brambor, tofu, tempehu a lontongu, což je přísada z rýže zabalená v banánovém listu, podávaný s arašídovou omáčkou), saté (grilované kořeněné maso na špejli, rozšířené po celé jihovýchodní Asii) a soto (různé tradiční polévky), nicméně indonéské ministerstvo turismu roku 2014 vyhlásilo národním jídlem tumpeng (miska s kuželem rýže se zeleninou a masem). Roku 2018 to ovšem změnilo na 5 národních jídel, kterými jsou: nasi goreng, saté, soto, gado-gado a rendang (kořeněný masový pokrm). Nejčastěji se využívá směsi koření zvaná bumbu. K základním dochucovadlům patří rovněž pálivá chilli pasta sambal. Mnoho druhů koření, které se rozšířily po celém světě, pochází právě z Indonésie, například muškátový oříšek nebo hřebíček. Tradičním nápoji jsou i bajigur a bandrek, teplé kořeněné nápoje z kokosového mléka nebo kokosového cukru.